# Budapest Duna-hídjai
Koordináták: é. sz. 47° 29′ 48″, k. h. 19° 02′ 27″47.496667°N 19.040833°E
A Duna több részre osztja Budapest területét. A városrészeket 13 közúti és 2 vasúti híd köti össze egymással a folyó felett. Budapest Duna-hídjai és a budapesti Duna-ág hidak, a felszíni közúti közlekedést segítő legfontosabb építmények Magyarország fővárosának közlekedési rendszerében. A hidak ugyanakkor minden más építménynél jobban jellemzik Budapest városképét.
A fővárost elkerülő M0 körgyűrű kétszer is keresztezi a Duna fő ágát Budapest területén, északon a Megyeri hídon keresztül, délen pedig a Deák Ferenc hídon keresztül. Mindkét híd Budapesten kívüli területtel köti össze a városrészeket: a Megyeri híd az 1660-as folyamkilométernél Újpestet Budakalásszal (a Szentendrei-sziget felett), a Deák Ferenc híd az 1633-as folyamkilométernél Nagytétényt Szigetszentmiklóssal (Csepel-szigettel).
A tizenöt fővárosi Duna-híd között mindössze hat olyan található – a Széchenyi lánchíd, az Erzsébet híd, a Szabadság híd, a Petőfi híd, a Rákóczi híd és az Összekötő vasúti híd –, amelyek olyan szakaszon ívelik át a Dunát, ahol annak vize egyetlen mederben folyik. Egy hetedik híd, a Deák Ferenc híd ugyancsak egy Duna-ág fölött húzódik, de itt már nem beszélhetünk egyetlen mederről, hiszen a híd a Csepel-sziget által kettéválasztott folyó főágát keresztezi. Három további híd két Duna-ágat ível át: a Margit híd a Margit-sziget által szétválasztott Duna bal- és jobb parti ágát, az Újpesti vasúti híd a főágat és a népszigeti öblözetet, a Megyeri híd pedig a főágat és a Szentendrei-Duna-ágat. Egy tizenegyedik híd, az Árpád híd négy vízfelszínt hidal át: a Margit-szigettel kettéosztott meder bal- és jobb parti ágát, a hajógyári öblözetet és a Hajógyári-szigettel elválasztott jobb parti mellékágat. A fennmaradó négy híd mellékágakat hidal át: a K-híd és a Hajógyári híd a legutóbb említett keskeny jobb parti folyóágat, a Kvassay híd és a Gubacsi híd pedig a Ráckevei-Dunát.

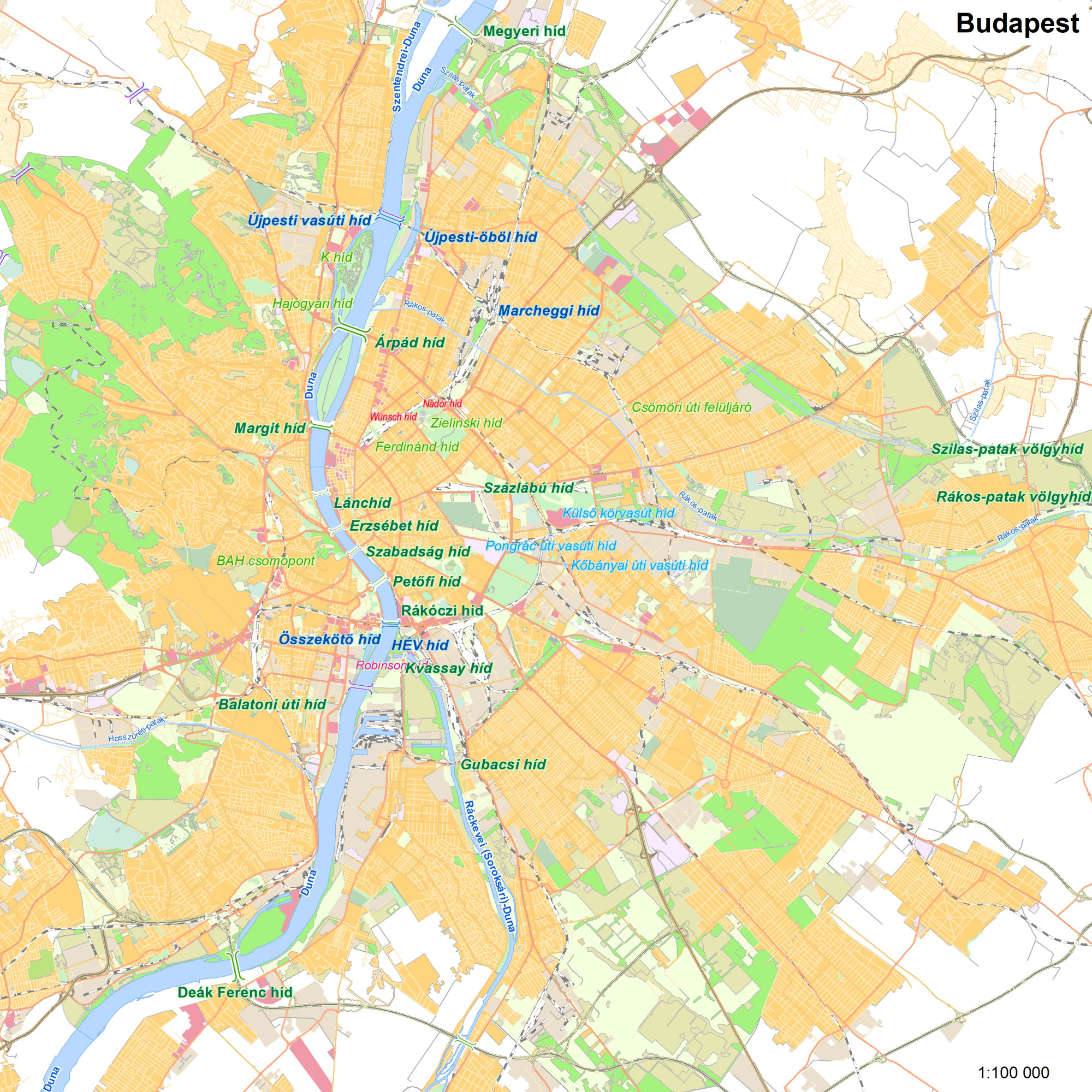
Budapesti hidak.

## Történet

### Ókori és középkori hadi hidak Buda és Pest között a Dunán
Az első Dunán átívelő hidat az ókorban Traianus római császár építtette az Al-Dunán Szörényvárnál (Turnu Severin), ahol az első dák-római háborúban (102), húsz hatalmas pillérre támaszkodó kőhidat veretett Apollodórosz római építésszel.

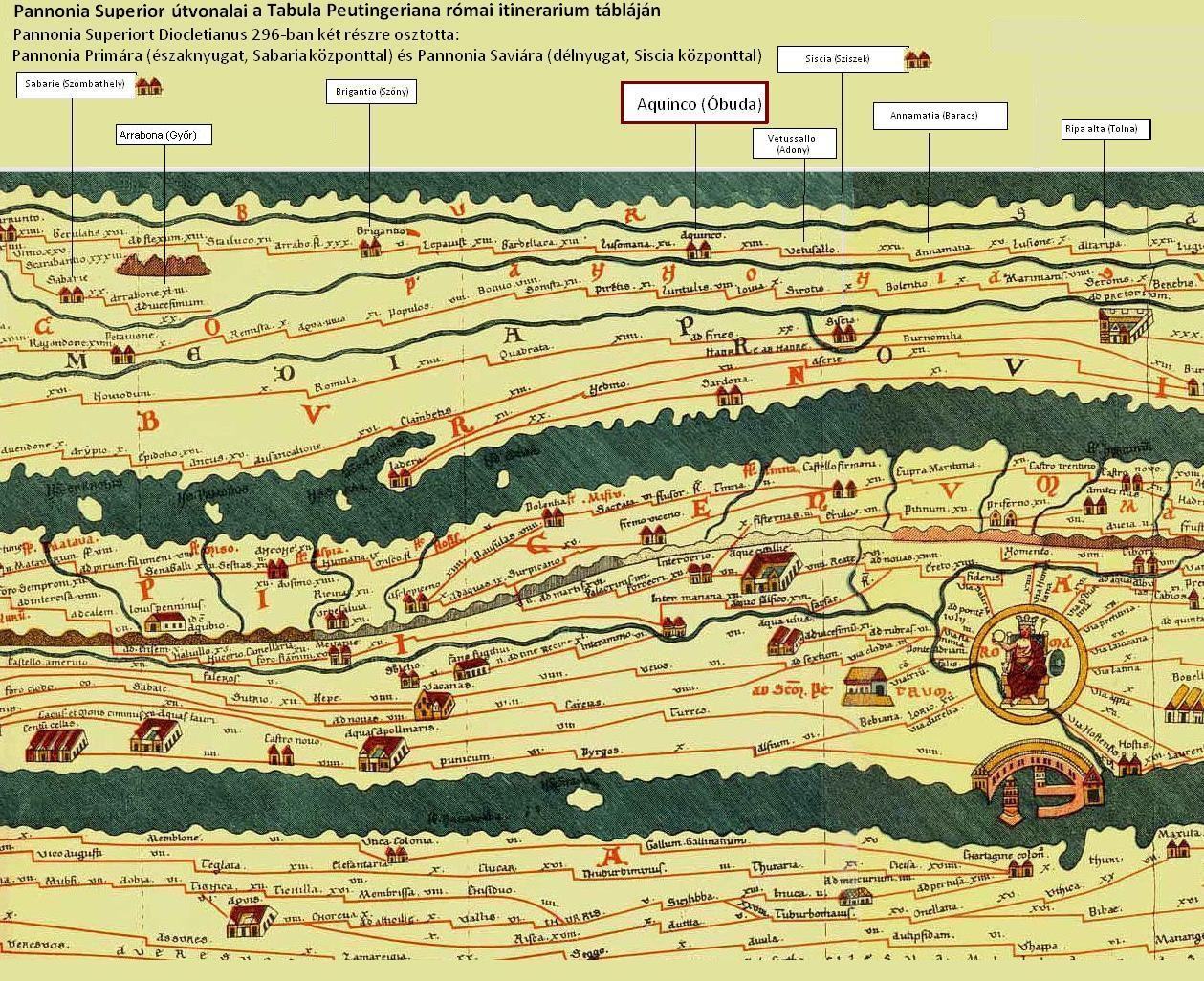
Aquincum (Aquinco) a római kori úthálózatot ábrázoló Tabula Peutingeriana térképen

A mai Budapestnél volt ősidők óta az Alföldre vezető út révátkelője, amelyet a római kereskedők is használtak. De feltételezések szerint a római korban híd is épülhetett a Dunán a 2. században, ami az aquincumi légiós tábort kötötte össze a barbárok lakta területtel, a barbaricummal és Pest ókori ősével, Contra-Aquincummal. A pannóniai limes-szakasz – Ripa Pannonica (Pannónia partja) – egyik fontos objektumaként számoltak azzal a lehetséges ókori fahíddal, ami a mai Árpád hídtól valamivel északabbra állt. A Duna bal partján lévő hídfőnél volt Transaquincum, az Aquincummal szemben lévő és a hídfő védelmét szolgáló ellenerőd. A feltételezett híd teóriáját azonban olyan, mára megsemmisült mederből előkerült maradványokra alapozták, amelyek sok szempontból nem bizonyítják egyértelműen egy egykori híd meglétét, és ugyanúgy lehettek egy kikötőmóló részei is. Contra-Aquincumnál is használtak hidat, ott hajóhídat (esetleg cölöphidat) építettek.
Antonio Bonfini, Mátyás király történetírója szerint, miután Zsigmond király 1408-ban végleg Budára költöztette udvarát, 1436-ban felvetette a Buda és Pest között létesítendő állandó híd gondolatát is, „a Duna parton, palotájával szemben nagy tornyot építtetett. Szándéka volt a Dunán keresztül óriási láncot húzni, mely a folyamot elzárta volna …”. Tervét elkezdte megvalósítani és megindította a hídépítő munkálatokat először a pesti hídfőnél, majd Budán egy tornyot emeltetett, de halála megakadályozta nagyszabású tervének véghezvitelét.
Állandó kőhídról álmodott Mátyás király is „Abban is töri vala fejét, hogy Trajánus császár módjára kőhidat csináltatna a Dunára”.
De faciendo in Danubio ponte (etsi per vitam licuisset, fortasse prestitisset) Traiani Cesaris invitatus exemplo, qui prope Sinderoviam marmoreo Istrum ponte traiecit, cuius nonnulle adhuc pyle supersunt, cogitabat. Addebat animum architectura, quam tribus sane mensibus Antonius Bonfinis in Latinam e materna lingua traduxerat.
Azon gondolkozott (és ha élete engedi, minden bizonnyal meg is valósította volna), hogy hidat állít a Dunán, Traianus cézár példáján felbuzdulva, aki az Al-Dunán Szendrő mellett vezetett át márványhidat, melynek egynéhány pillére máig fennmaradt. Szándékában támogatta egy építészeti mű, amelyet Bonfini Antal kerek három hónap alatt anyanyelvéről latinra fordított.
A mohácsi csatavesztést követő török hódoltság és az azt követő osztrák elnyomás miatt azonban, több mint négy évszázadot kellett várni arra, hogy a híd terve megvalósulhasson. Időről időre hajóhidat létesítettek a két város között. Szokollu Musztafa budai pasa, aki 1566-ban lett a budai vár kormányzója és akit 1578-ban a szultán parancsára megfojtottak, 1571-ben helyreállíttatta a hajóhidat „Az átkelés az összetorlódott kocsik, lovak miatt lassan és bajosan történt. Mindezen okok arra indították a pasát, hogy egy csodálatos hajóhidat készíttetett, melynek láttára az építőmesterek elbámultak.” A törökök hajóhídjának budai hídfője a dunaparti vízi rondellánál volt, a mai Ybl Miklós tér magasságában. Ez a híd aztán megsemmisült 1578. május 19-én, a nagy budai lőporrobbanás alkalmával.
A Buda és Pest között létesített török hajóhídról Evlija Cselebi török utazó is híradást adott, amely ebben a korban elsősorban katonai jellegű létesítmény volt.
Buda várának Ali pasa-bástyája előtt a Duna folyón hosszú híd van, amely teljes hetven darab tömlőhajó fölé van hosszú gerendákból építve s a tömlőhajók láncokkal vannak egymáshoz kötve. Közepén négy hajó van, melyeket ha átmenő hajó érkezik, felnyitnak és bezárnak. A hídnak szolgálatával éppen háromszáz őr van megbízva. A híd hajóinak védelmezésére harminc budai katona van kirendelve s még külön negyven pesti katona ugyanazon védelemre.
A törökök az ellenséges hajók támadásai ellen a Dunán keresztben kifeszített lánccal próbáltak védekezni. Azonban az 1602-es Buda és Pest elleni ostrom alkalmával a keresztény támadóknak sikerült gyújtóhajóval megsemmisíteniük a zárólánccal kombinált török hajóhidat. A törökök hídja véglegesen csak 1686-ban, Buda visszafoglalásakor pusztult el. Ekkor a visszavonuló pesti török helyőrség a hajóhidat felgyújtotta.

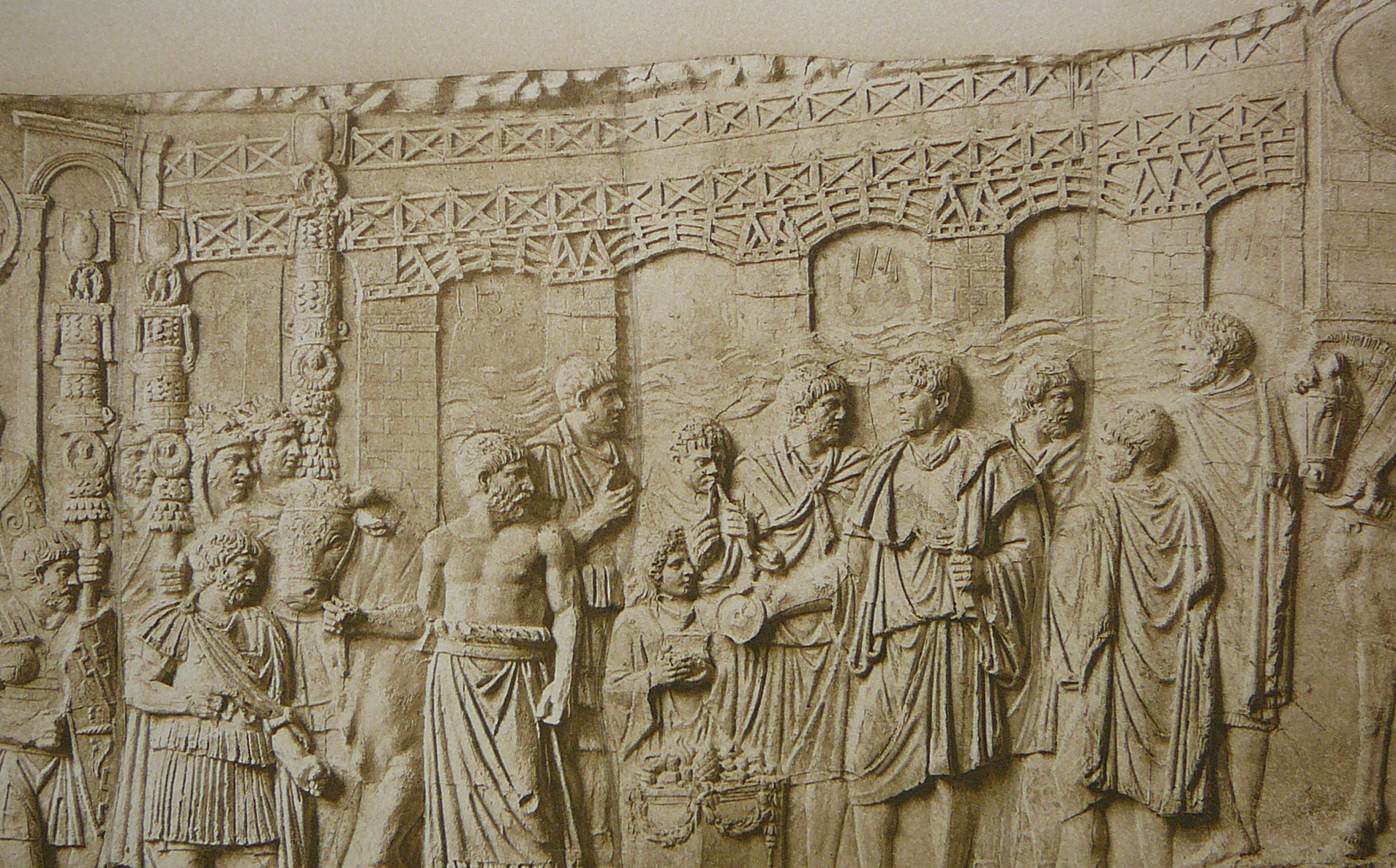
A híres Duna-híd Traianus császár oszlopán, amelyen két daciai hadjáratának eseményei láthatóak
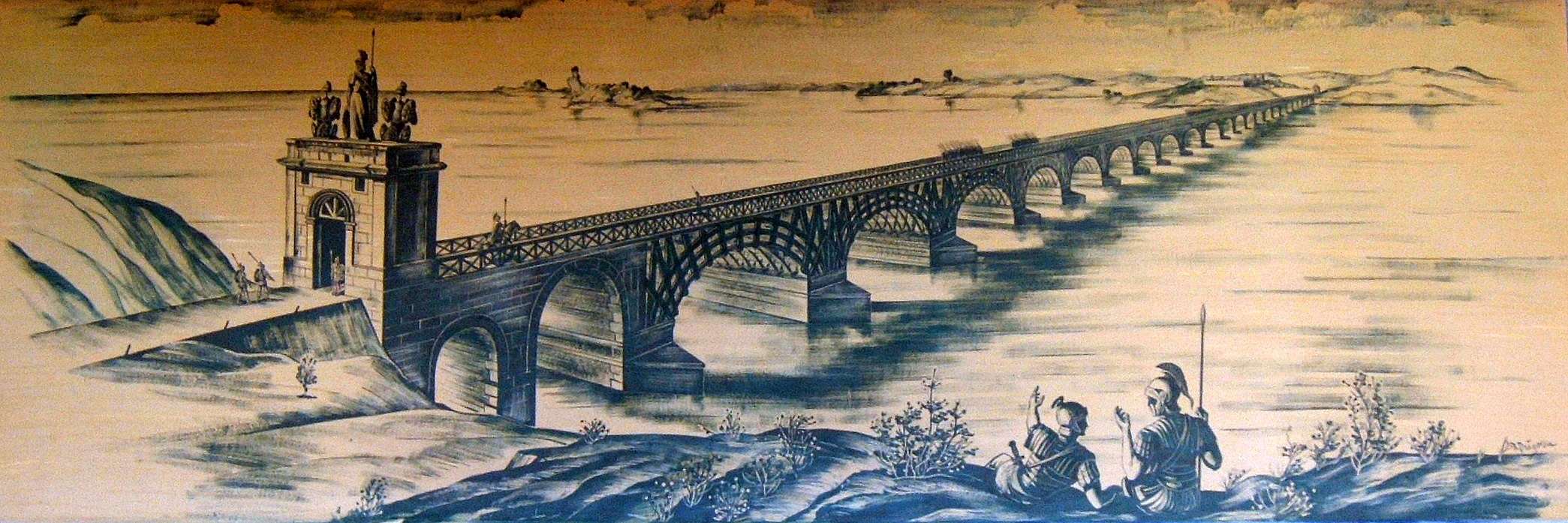
Traianus római császár hídja az Al-Dunán, Szörényvárnál (rekonstrukció)
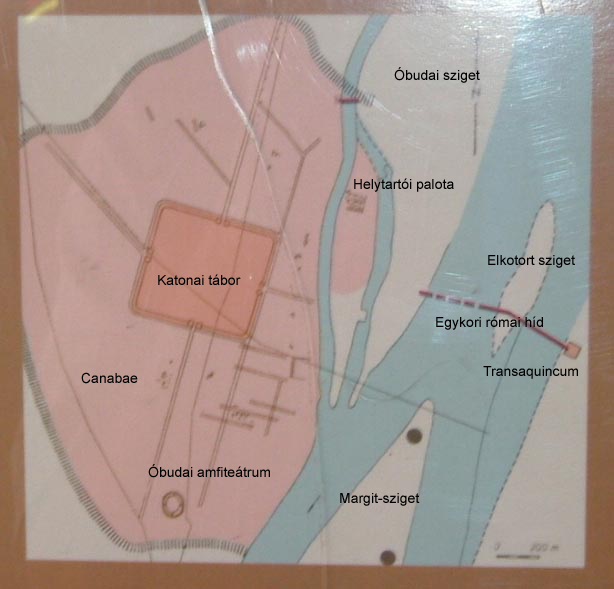
Aquincum légiós tábor térképe a római kori Duna-híd pozíciójával
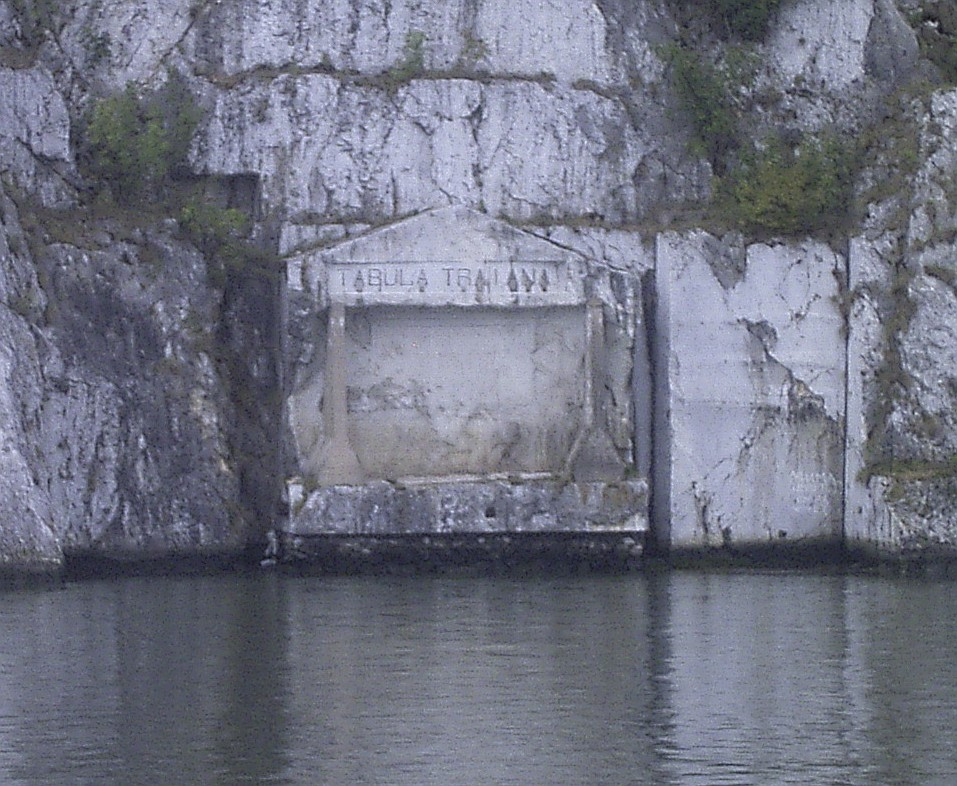
A Tabula Traiana emléktábla a Vaskapu-szorosnál
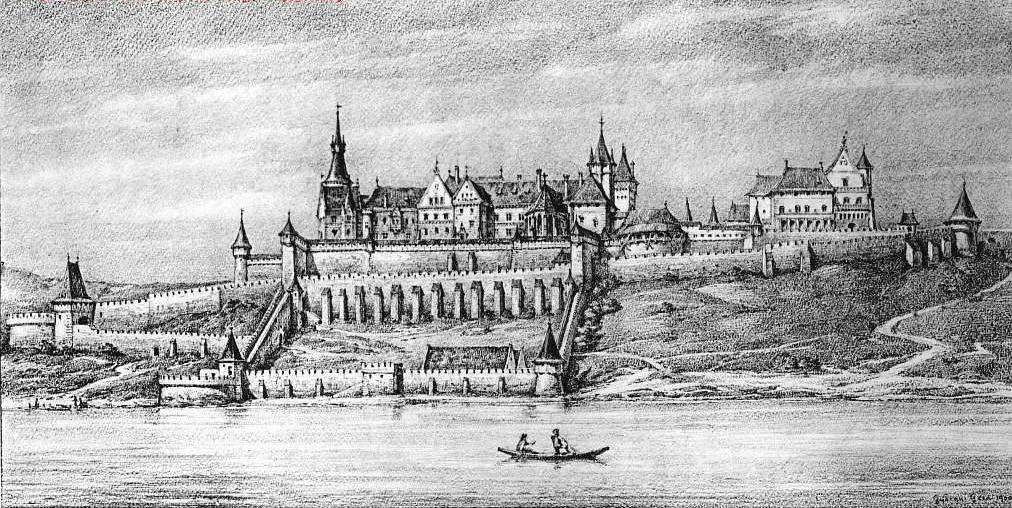
Buda vára Mátyás király korában a Duna felől
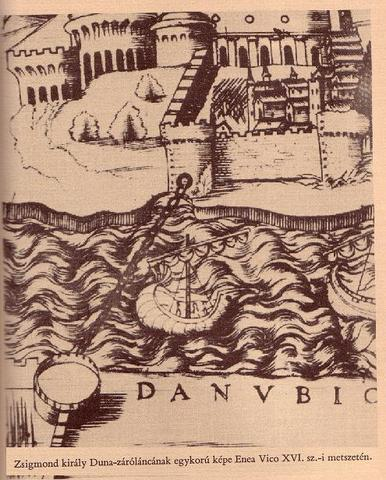
Buda ostroma 1542-ben
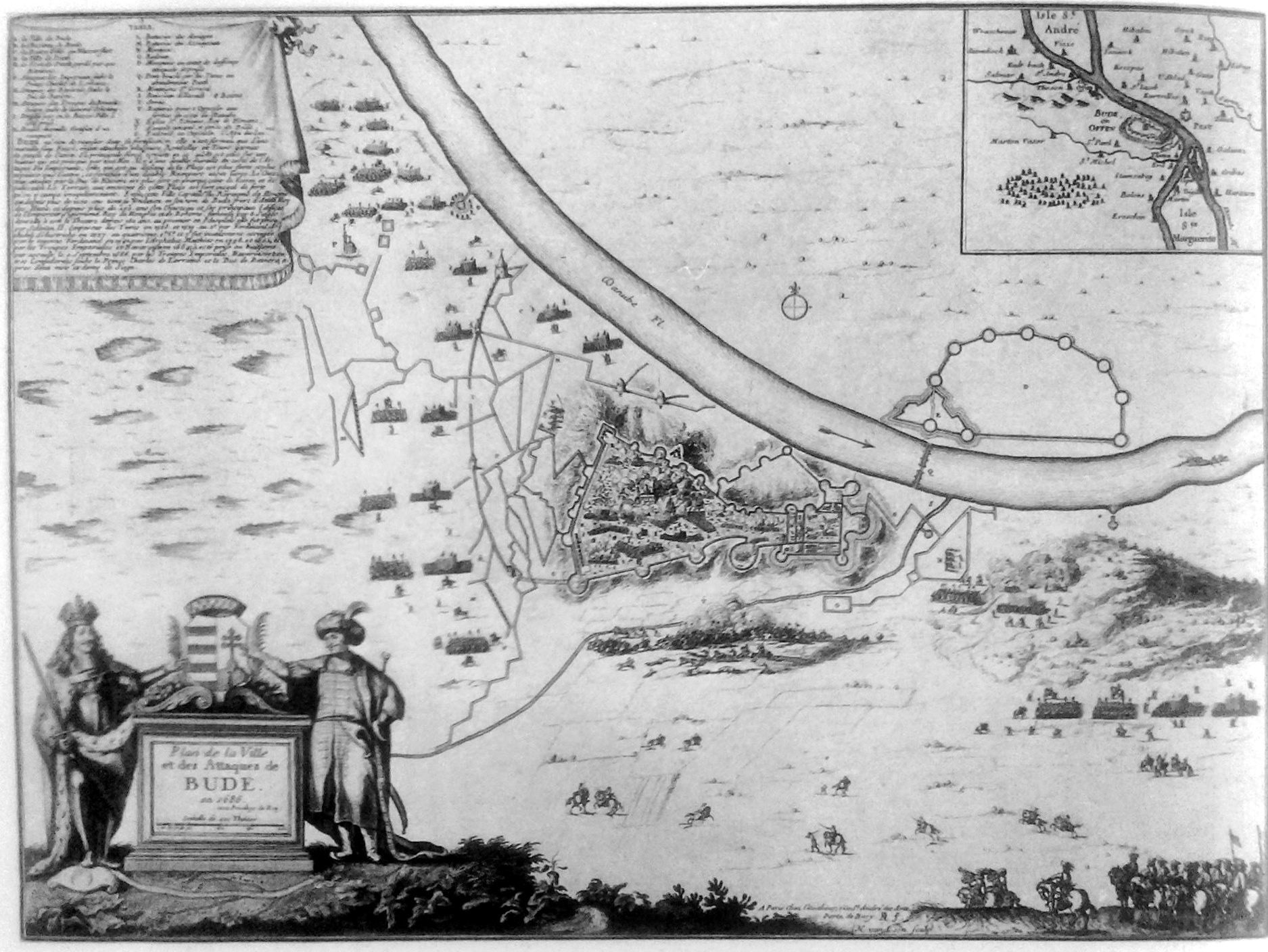
Buda ostroma 1686-ban
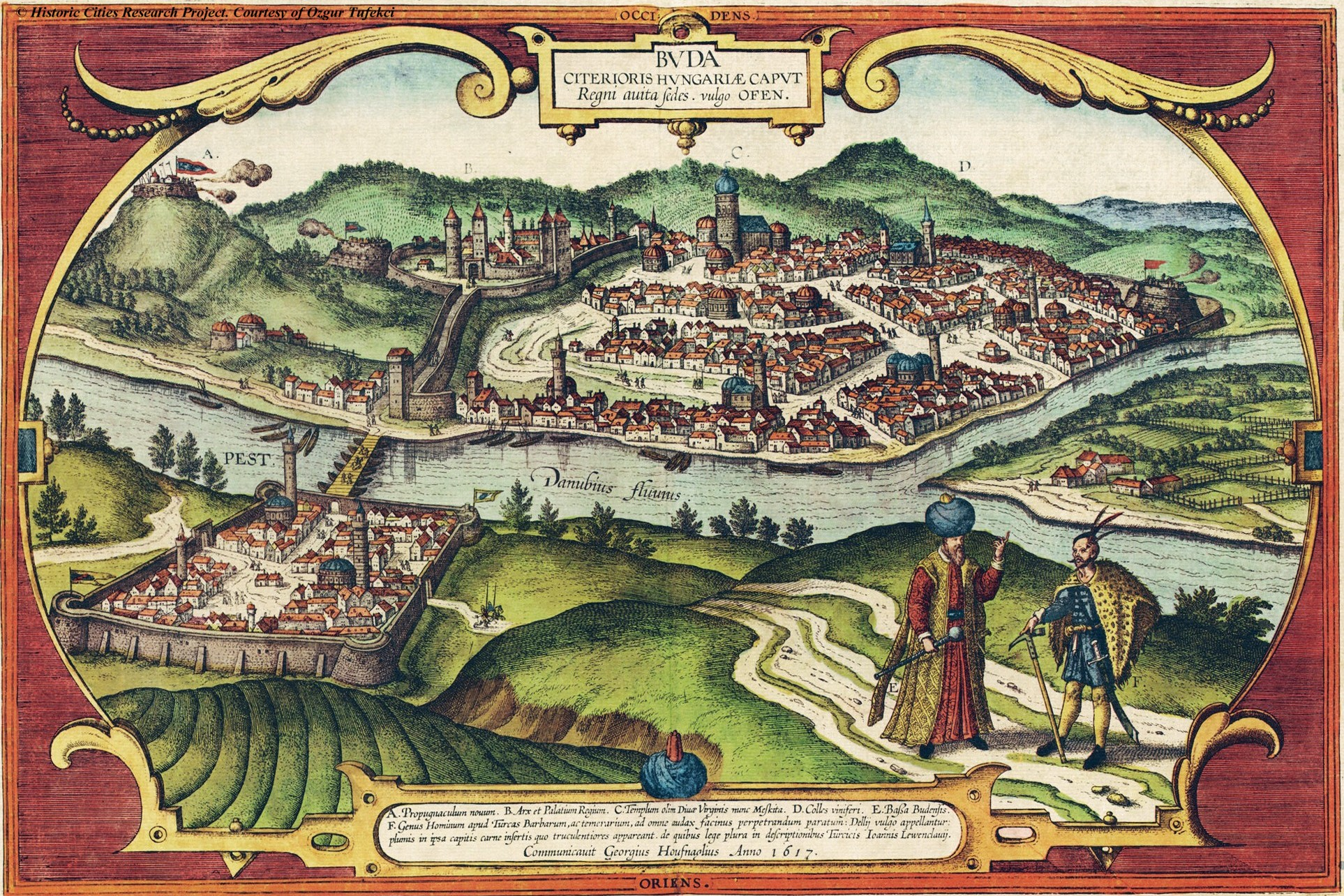
Buda és Pest látképe a török kori hajóhíddal a 16. század végén, Georg Hoefnagel képe alapján.
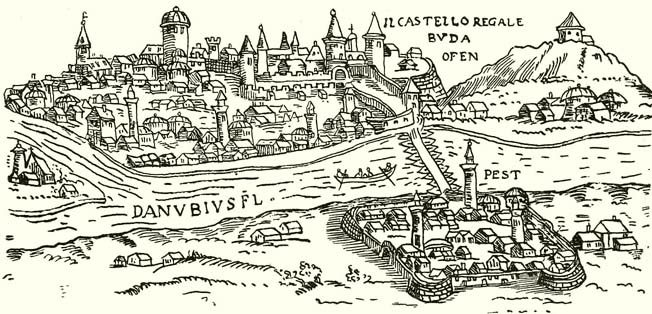
Pest és Buda a 16. században, hajóhíddal összekötve
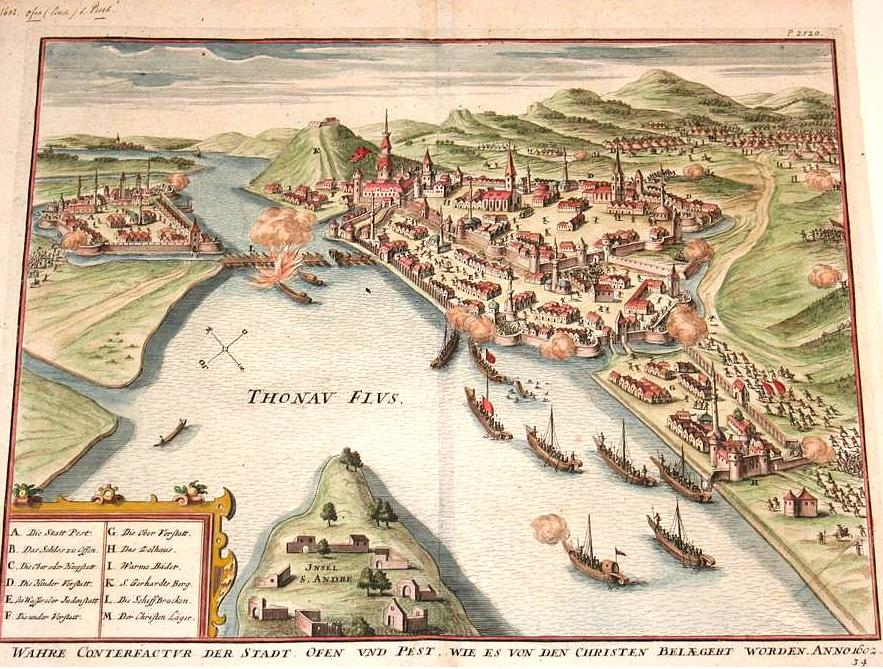
Johann Siebmacher: Pest és Buda ostroma 1602-ben
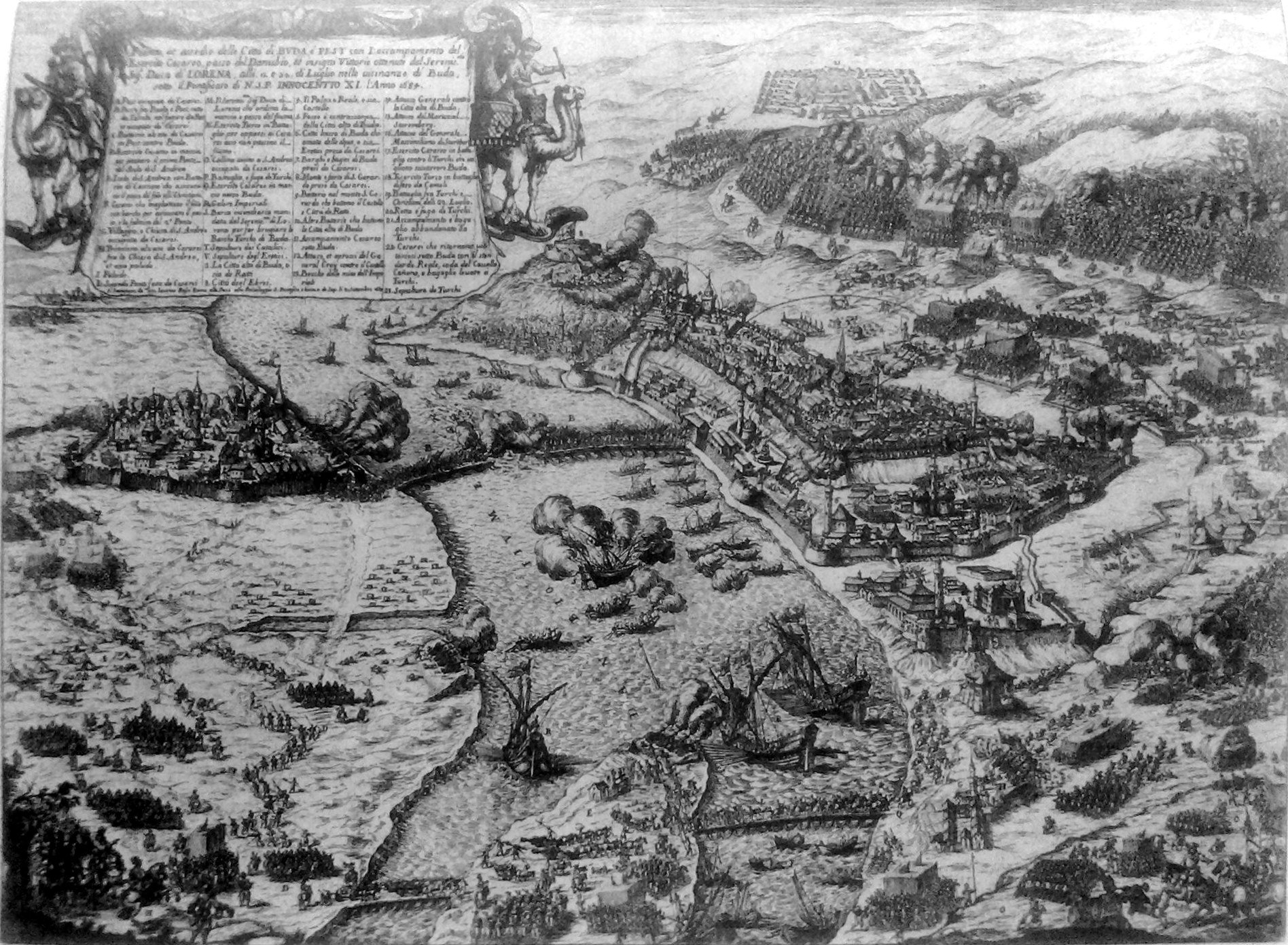
Buda ostroma 1684-ben.
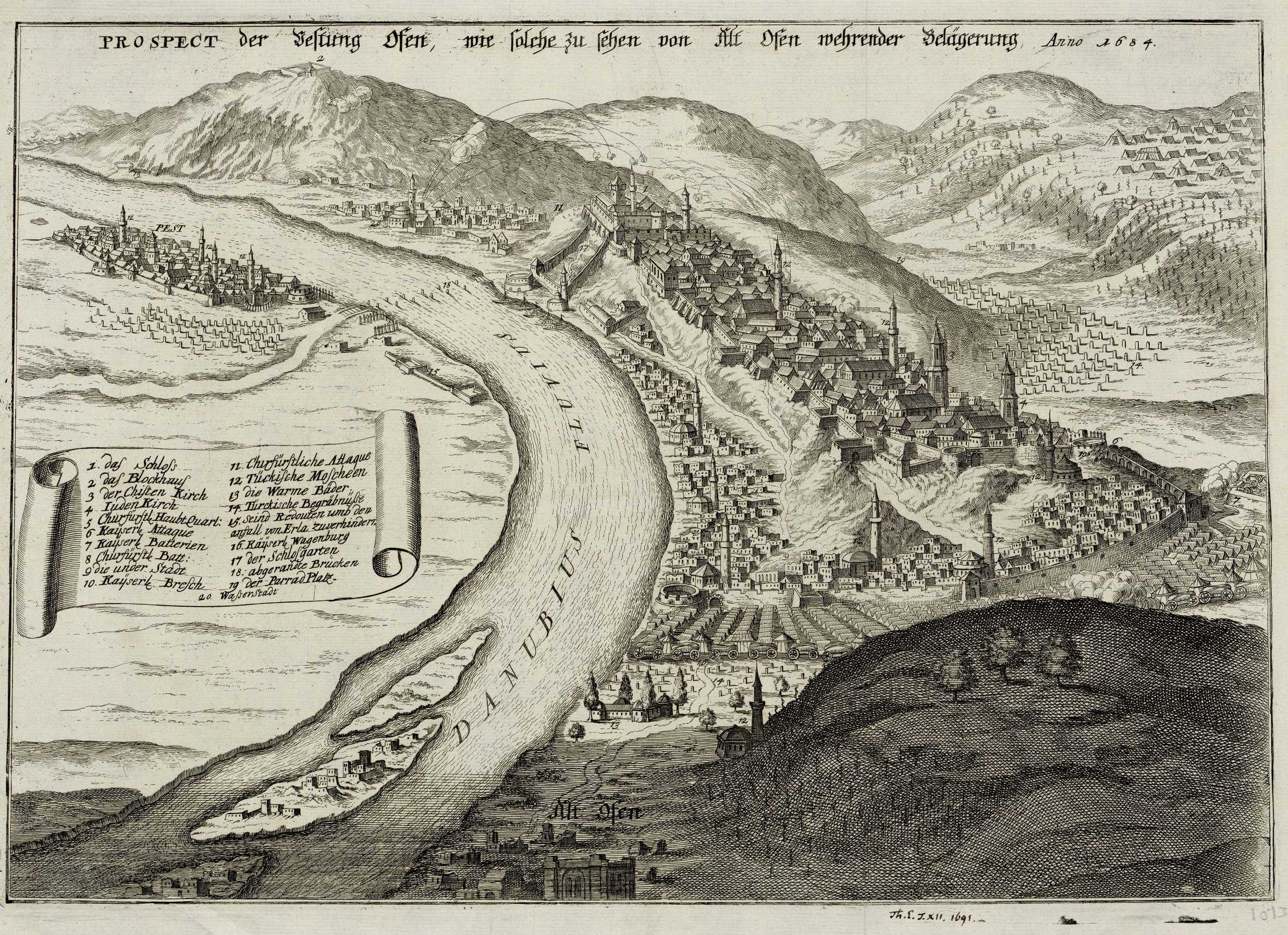
Pest és Buda madártávlati képe az 1684-es sikertelen ostromról és a leégett hajóhíd maradványaival
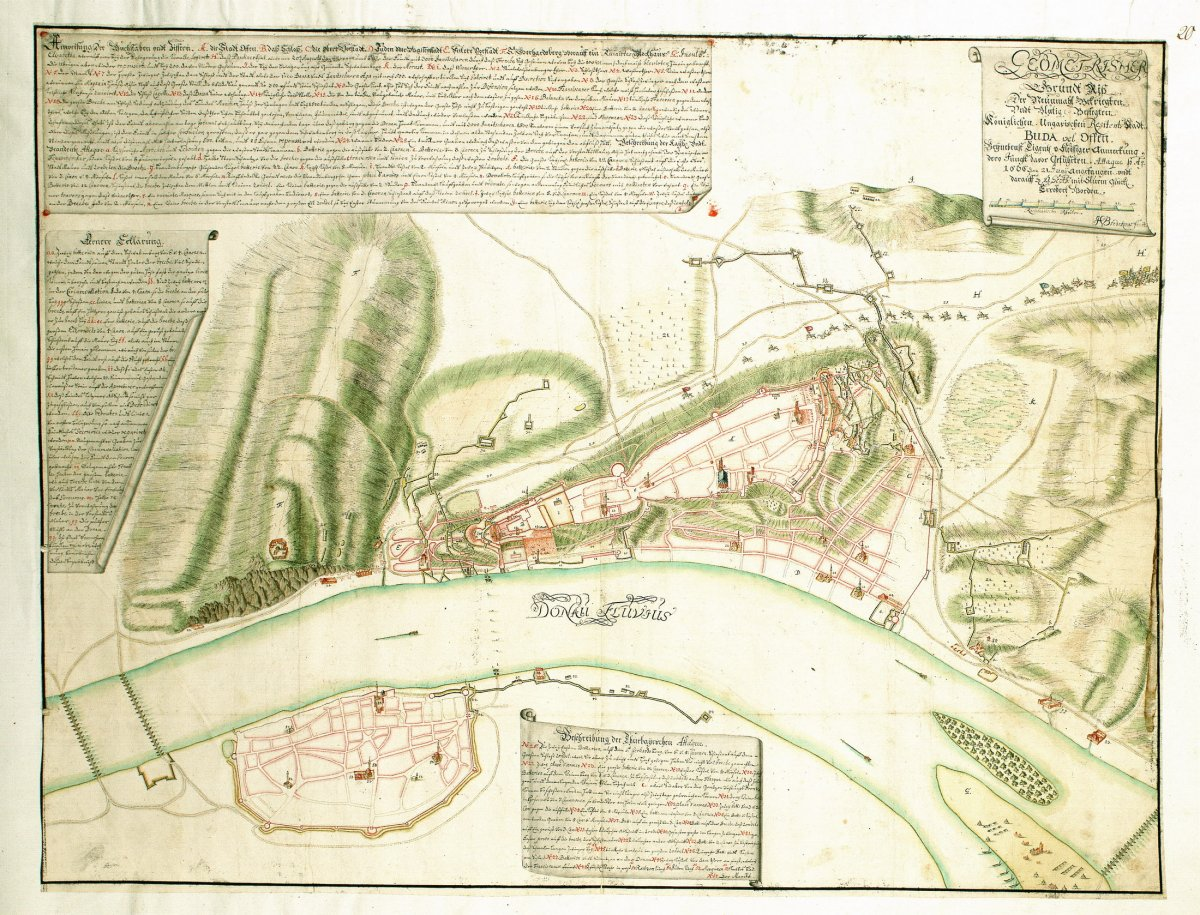
Térképmetszet Buda visszafoglalásáról az elpusztult hajóhíd helyének jelzésével, 1686.

### A pest-budai hajóhíd 1766 és 1849 között

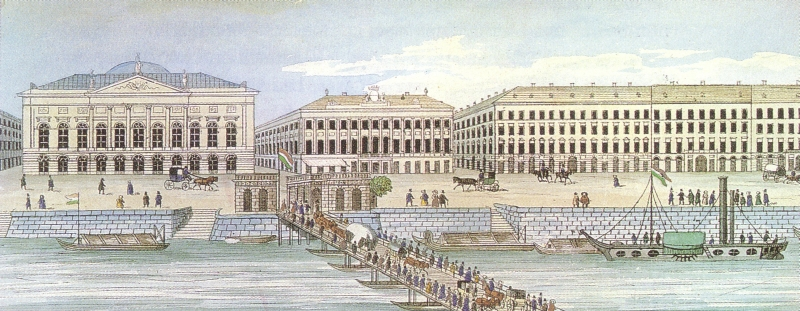
Carl Vasquez Pinos: A hajóhíd pesti hídfője a Vigadónál, 1837.

A Várhegy és a Gellért-hegy közötti szűk völgy megszabta az elsődleges dunai átkelés tengelyvonalát és ezzel mindkét Duna-parti városnak, Budának és Pestnek, meghatározta a fejlődési központját. A budai oldalon a Tabán volt a legrégibb településrész, a bal parti Pestnek pedig az a legrégibb városrésze, amelyik a Tabánnal éppen átellenben van.
A török kiűzése után, a Buda és Pest közötti révátkelést kezdetben repülőhíd (lengőhíd) segítette, amely a víz erejének segítségével közlekedett a két part között, az 1676-tól működtetett repülőhíd hosszú kötelét a Duna medrének közepén rögzítették, több kisebb lehorgonyzott ladikhoz. A kötél másik végére erősített kompot a víz áramlásának ereje hajtotta át az egyik partról a másikra. Ez a lengőkomp Moller Vilmos bécsi ácsmester találmánya volt. Ez volt a „Hidas”.

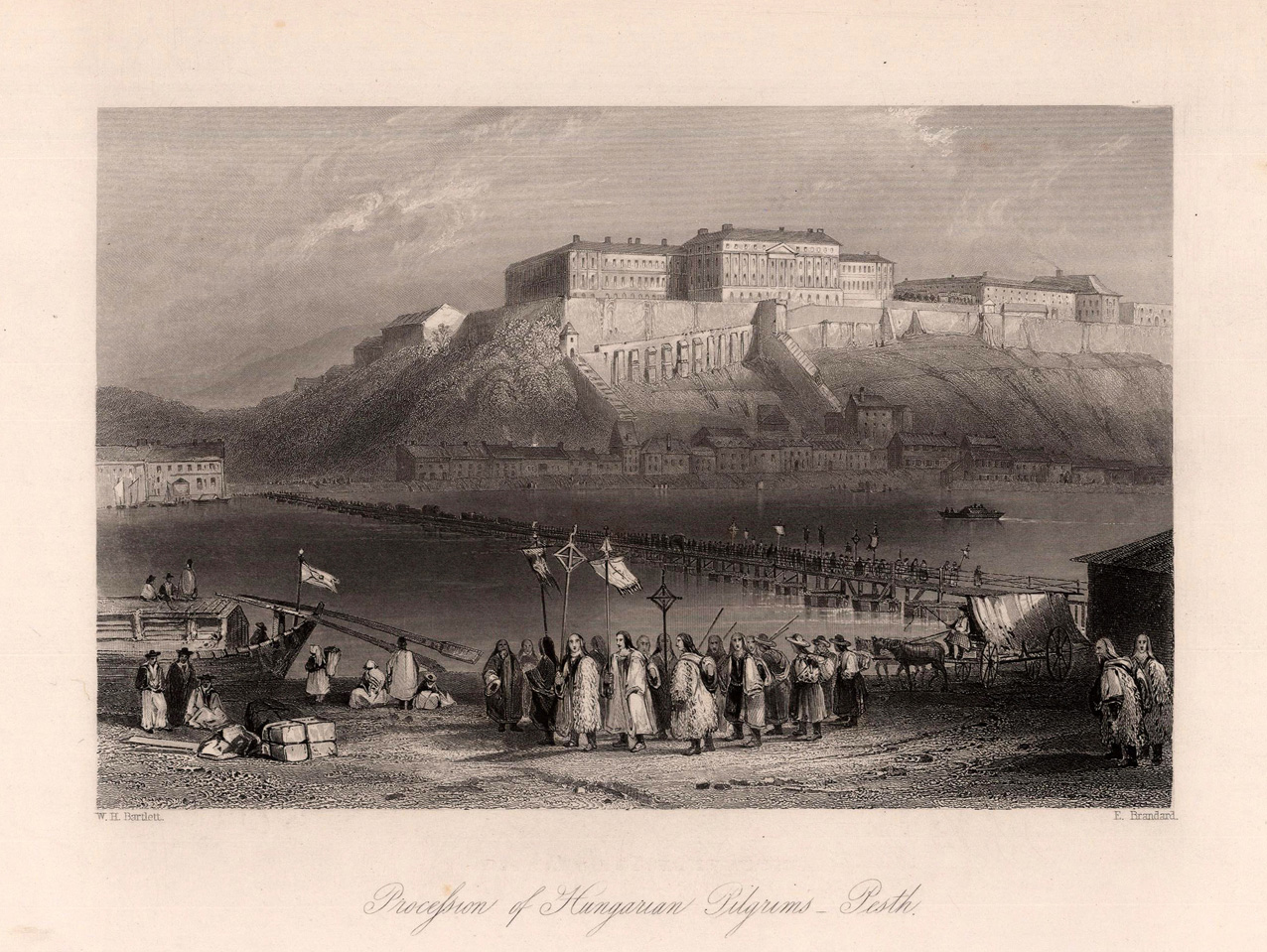
William Henry Bartlett: A hajóhíd pesti hídfője, háttérben a budai vár, 1844.

Az első pontonokon álló hajóhíd, az 1766-ban Magyarország helytartójává kinevezett Albert Kázmér szász–tescheni herceg 1767-ben történt budai látogatásakor épült meg, amikor Mária Terézia rendelete alapján a helytartótanács felszólította a Hajózási Hivatalt, hogy a főherceg pesti tartózkodásának idejére gondoskodjék egy hajóhíd felállításáról. Később, ebből az alkalmi hídból lett az állandó pest-budai hajóhíd. A hajóhidat állandóan bővítették és évről évre felépítették a két testvérváros között, amelyeknek az építmény közös tulajdona lett. Ekkor a hajóhíd pesti hídfője a mai Türr István utca vonalában volt. A hajóhidat télen szét kellett szedni és a hajópajtában eltárolni, ezért az év téli hónapjaiban Pestet és Budát nem kötötte össze semmi. A forgalom csónakokon és kompokon történt mindaddig, amíg a jégzajlás azt meg nem akadályozta. A zordabb teleken néha jéghíd "épült". Amikor a Dunán kialakult a tartós jégpáncél és elég vastagnak és biztonságosnak bizonyult, kijelölték az átkelésre alkalmas helyet. Homokkal vagy szalmával szórták fel, hogy biztonságosabbá tegyék a közlekedést. Az így kialakított jéghidat helyenként ki is világították. 1790-ben – több száz év után – ismét Budán hívtak össze országgyűlést. A Budára összehívott országgyűlésre érkező követek szállítását a régi hajóhíd már nem tudta kiszolgálni, ezért az országgyűlés idejére a hajóhídtól északra repülőhidat állítottak fel. Az 1790-ben épült új hajóhidat Franz Joseph Süftenegger passaui ácsmester építette. A hajóhíd 42 ponton hajón nyugodott és körülbelül a mai Deák Ferenc utca, Vigadó tér (Redoute) magasságában került felállításra. 1830-tól 43 dereglyére volt erősítve a hajóhíd, hossza 422 m, szélessége 8,85 m volt,
kétoldalt 1,1 m-es gyalogjárókkal, a kocsiút 6,65 m széles volt.

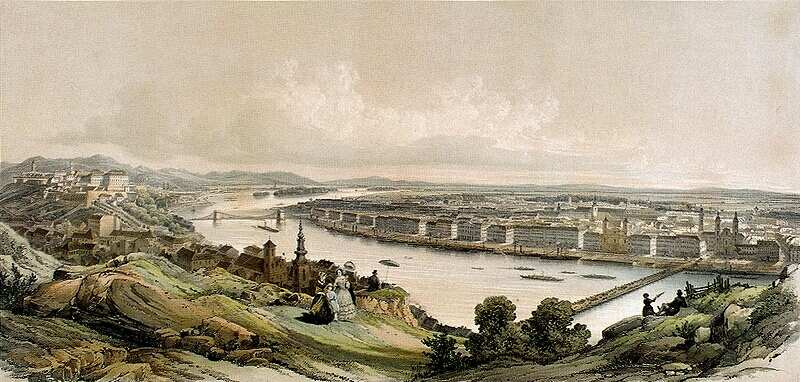
Franz Xaver Sandmann: Pest-Buda látképe a Gellérthegyről, 1853

Két szembe jövő szekér fért el rajta. Éjszaka 16 lámpa világította meg. Ez a híd szolgálta azután az átkelést egészen 1849-ig, a Lánchíd átadásáig. Két történelmi esemény fűződik a hajóhíd utolsó időszakához. 1848. március 15-én húszezer ember vonult át a hajóhídon Budára és vitte vissza a kiszabadított Táncsics Mihály kocsiját Pestre a forradalmi tömeg. 1848. szeptember 25-én a császár által Magyarország katonai parancsnokává és ideiglenes nádorává kinevezett (a kinevezés magyar miniszteri ellenjegyzés nélkül történt) Lamberg Ferenc Fülöp gróf új hivatalának átvételére, szeptember 28-án megérkezett a magyar fővárosba. A magyar országgyűlés azonban érvénytelennek nyilvánította a kinevezést. Lamberg, a neki kijáró katonai kíséret nélkül, Batthyány Lajos miniszterelnököt kezdte keresni, hogy kinevezését vele ellenjegyeztesse, de a felheccelt és feldühödött tömeg a pest-budai hajóhídon felismerte és ott egy késszúrással valaki meggyilkolta.
Buda 1849-es ostrománál Alois Alnoch von Edelstadt osztrák ezredes, az elkeseredett osztrák védők egyike, 1849. május 21-én saját szivarjával robbantotta fel a még épülő Lánchídra hordott puskaporral teli ládákat. Ennek következtében a híd pályaszerkezete mintegy 25 méter hosszan súlyosan megsérült , de ezt a sérülést később kijavíttatták.

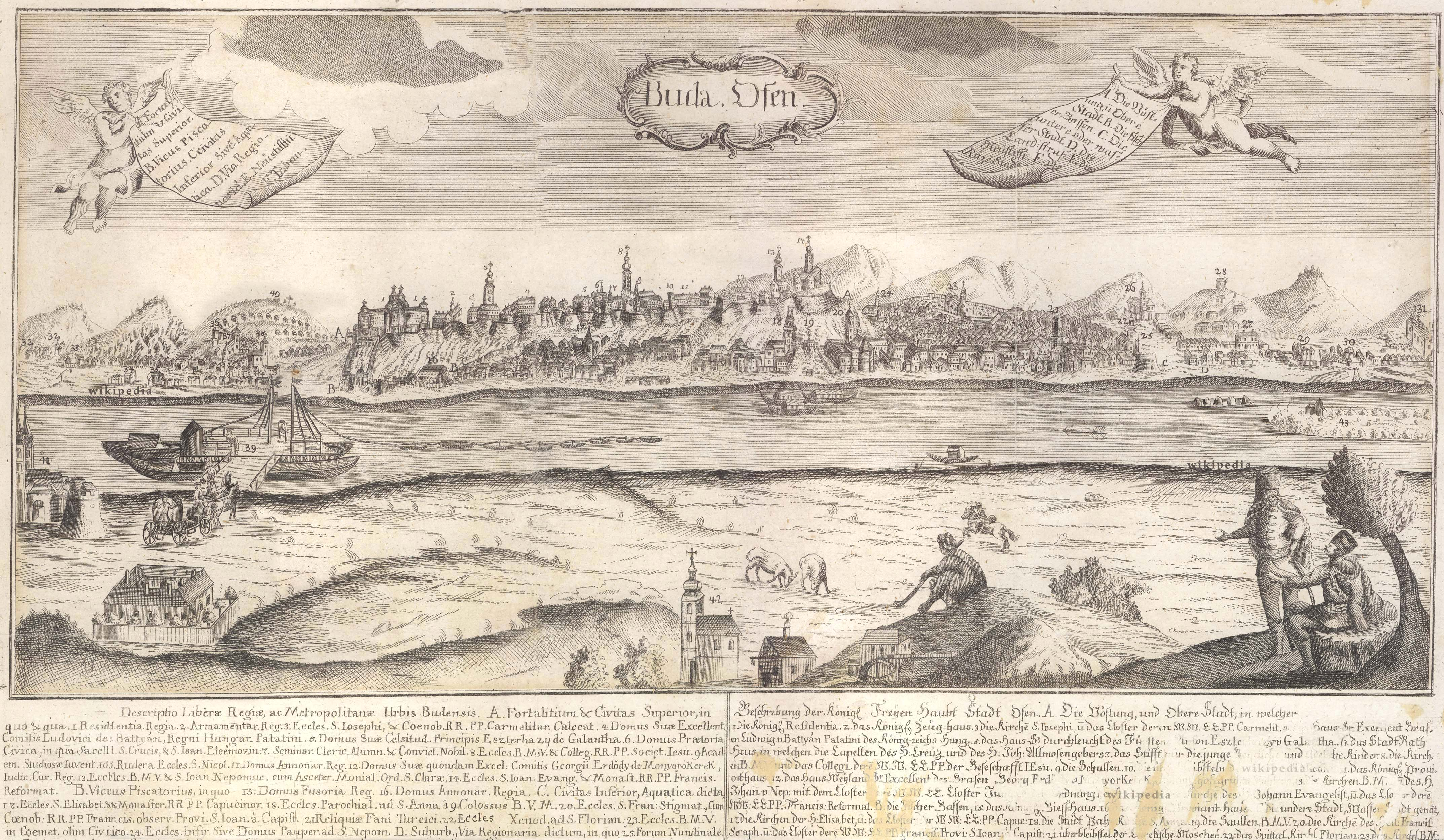
A pesti Váci kapunál kikötött repülőhíd, a „Hidas”
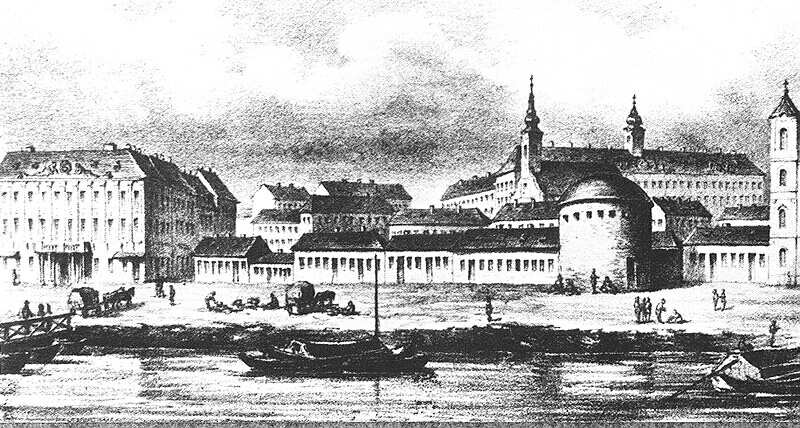
A hajóhíd pesti hídfőjénél lévő Rondella, amit 1815-ben lebontottak
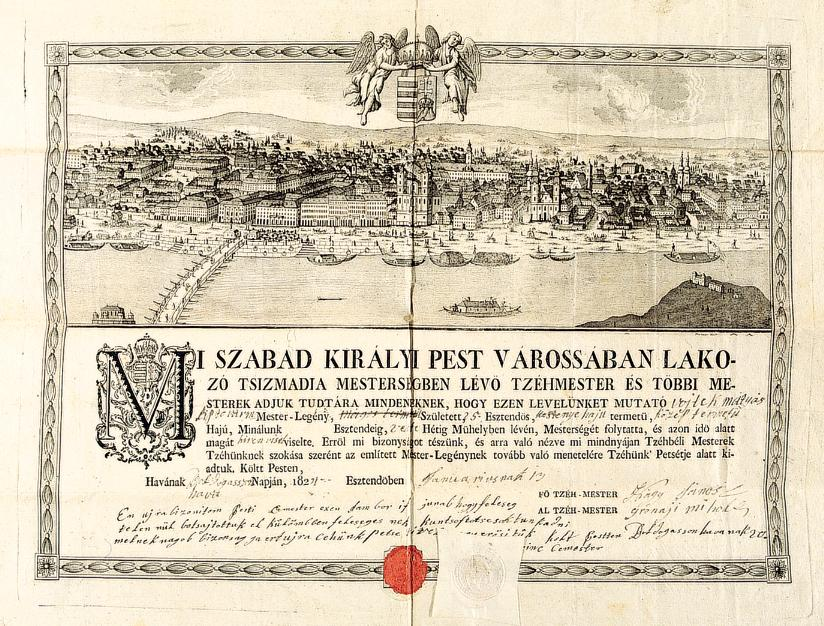
Pest látképe a hajóhíddal 1824-ből, egy korabeli céhlevélen
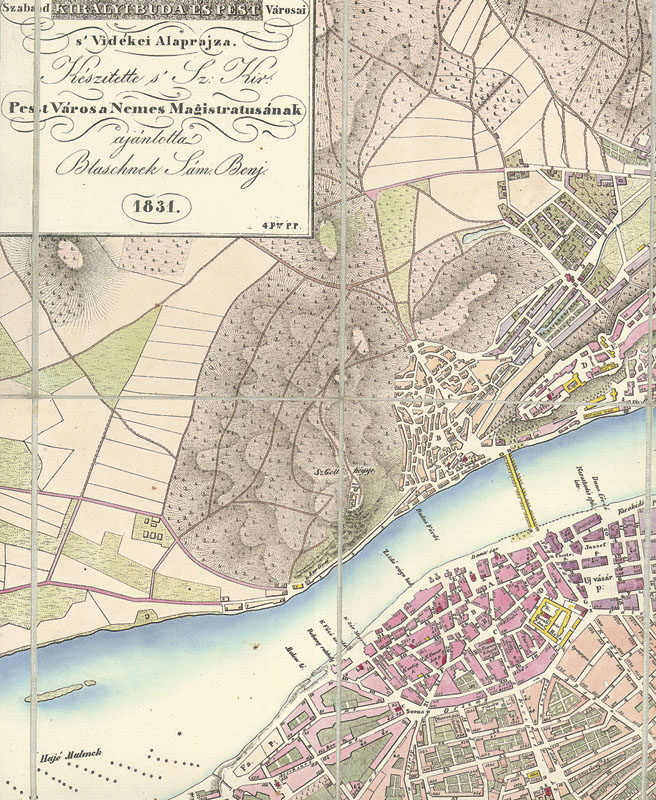
1831-es kézzel rajzolt térkép Budáról és Pestről
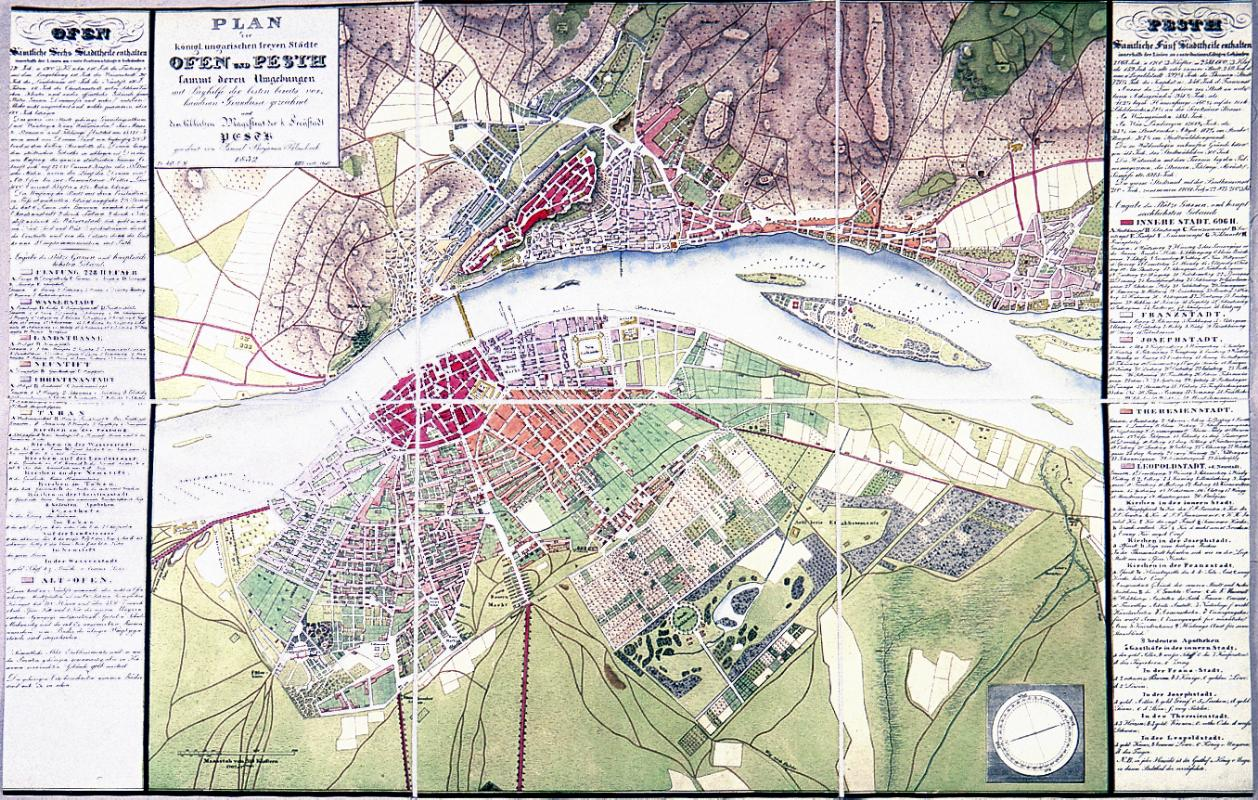
A két város összekötő hajóhíd ábrázolása 1832-ből, a Lánchíd megépülése előtt
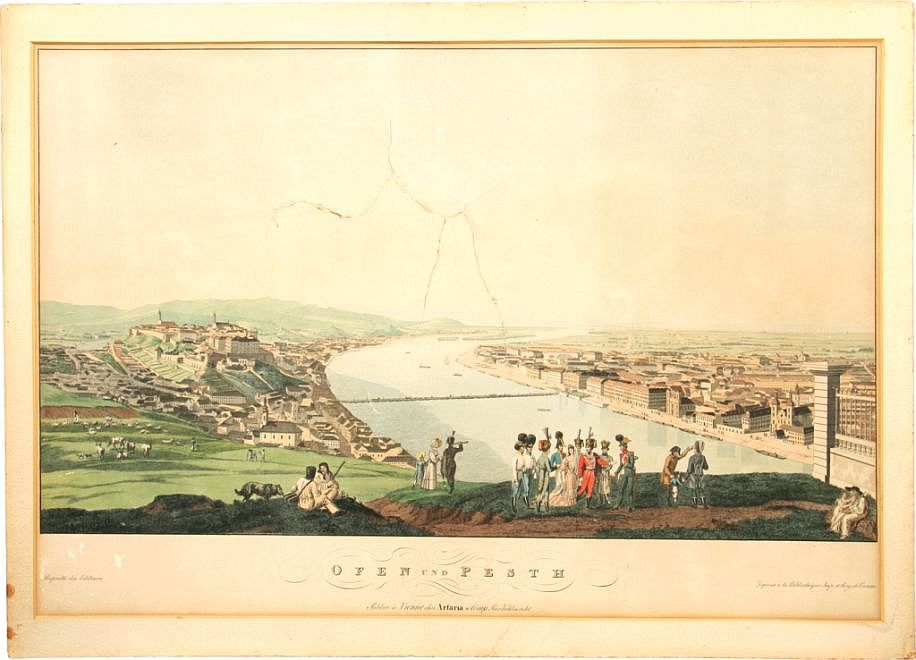
Carl Vasquez Pinos: Pest-Budai látkép a hajóhíddal, 1838.
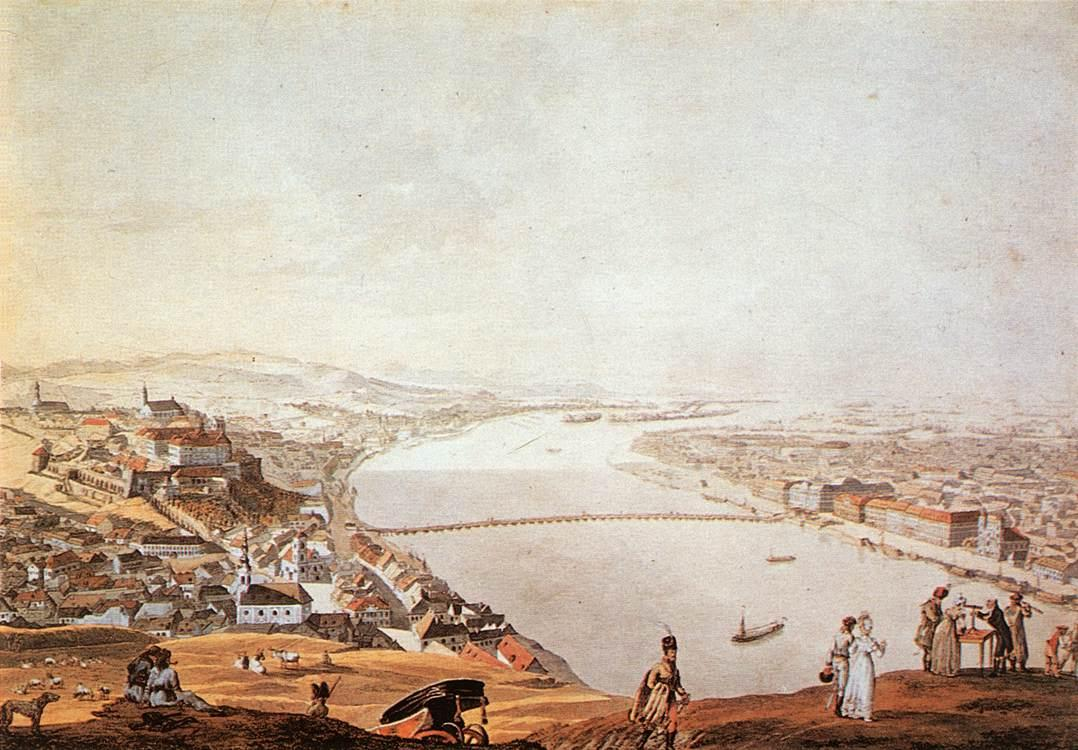
Gellért-hegyi látkép a hajóhíddal 1840 körül

### Az első állandó híd, a Lánchíd
Az első állandó, Duna felett átívelő híd létrejöttét Buda és Pest városa között, gróf Széchenyi István, a „legnagyobb magyar” erős elhatározása és akarata hozta létre a reformkorban. Ugyanakkor Baricz György hadmérnök már Széchenyi előtt felvetette általánosságban egy lánchíd lehetőségét a Dunán, azonban az ő javaslata idején a technika még nem volt elég kiforrott egy tartós lánchíd megépítéséhez, ehhez majd húsz évet kellett várni. Ugyanezért maradt terv Svoboda János, Pest vármegye főmérnökének akkor igencsak merész 1825-ös elképzelése is, ahol egyenesen mederpillérek nélküli híd szerepelt, vagyis a hídszerkezet csak parti pillérekre támaszkodott volna (ilyen híd lett utóbb az Erzsébet híd).

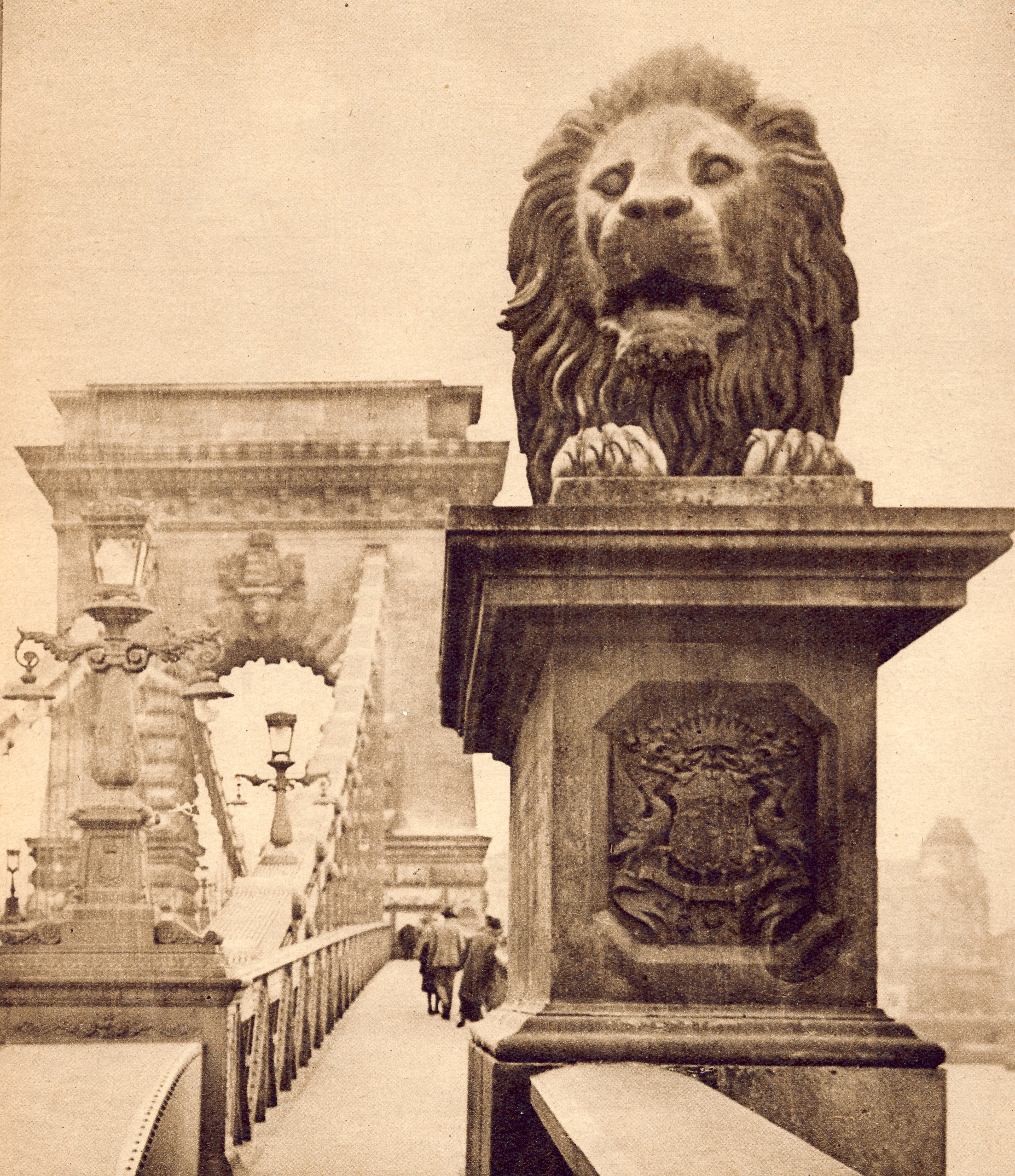
A Lánchíd budai hídfőjének jobb-oldali kőoroszlánja 1928 tavaszán

Széchenyi grandiózus víziója a magyar politikai életben döntő jelentőségű volt. A „Lánchíd” létesítésének ötlete és az azt követő nemzeti lelkesedés volt az első, ahol megtört a nemesi adómentesség sok-sok évszázados tabuja.
Széchenyi már 1828-ban foglalkozni kezdett a budapesti híd kérdésével. A tökéletlen hajóhíd akadályozta a dunai gőzhajózást is. 
Ha hajó haladt át Pest-Budánál a Dunán, akkor szükség volt a mozgatható elemek időnkénti szétnyitására, és a hajók átengedésére. Vagy a hajóknak kellett várakozniuk a híd szétnyitására – vagy pedig az átkelni szándékozóknak a hajók áthaladására. Az állandó hidat nagy jelentőségű eszköznek tekintette fő céljának a megvalósítása szempontjából, hogy a főváros kulturális és közgazdasági tekintetben is az ország valódi központjává válhasson. Széchenyi 1829-ben bemutatta nádornak az állandó híd vázlatos tervét, aki ettől fogva a híd ügyének egyik leglelkesebb támogatója lett. 1832-ben megalakította a buda-pesti hídegyesületet, aminek az égisze alatt hozzáfogott a híd megépítésének technikai és pénzügyi lebonyolításához.
A Lánchíd volt az első olyan közösségi létesítmény Magyarországon, ahol a jobbágynak, a földesúrnak és a polgárnak egyaránt meg kellett fizetnie a hídpénzt. Az erről szóló törvényt az 1832–36-os pozsonyi országgyűlésen, 1836-ban fogadták el a képviselők. Elsőnek a pesti oldal alapgödre lett kész, itt tartották a Lánchíd alapkőletételét 1842. augusztus 24-én.
„Az Országon keresztül folyó Duna jobb és bal partjai között szükséges szakadatlan közösülés fenntartása végett Buda és Pest Városok között állandó hídnak építése határoztatik.”
A törvény végrehajtására azonban már csak az 1848–49-es forradalom és szabadságharc után kerülhetett sor, miután különös módon az elkészült új hidat, Julius Jacob von Haynau osztrák hadvezér, a magyar szabadságharc vérbefojtója felavatta.
A Lánchíd szerkezete: a háromnyílású, kőpilléres, merevítőtartós függőhíd teljes hossza 380 méter, szélső nyílásaié 88,7, a középső nyílása 202,6 méter. A hídpálya szélessége 14,5 méter, ebből a kocsiútra 6,45, a kétoldali gyalogjárókra 2,2-2,2 méter esik. A még hiányzó szélességet a kocsiút és a járdák között elhelyezkedő főtartók foglalják el. A híd vasszerkezete 5194 tonna.A pillérek alapjai a Duna medrében egészen a teherbíró talajig lenyúlnak (a hídfőknél 5,14, a budai pillérnél 12,60, a pestinél 7,30 méterre a nulla vízszint alá). A mederpillérek magassága a nulla vízszint fölött 48 méter, a kőépítmény összmagassága tehát több mint 55, illetve 60 méter.

## Az állandó Duna-hidak születésének kronológiája

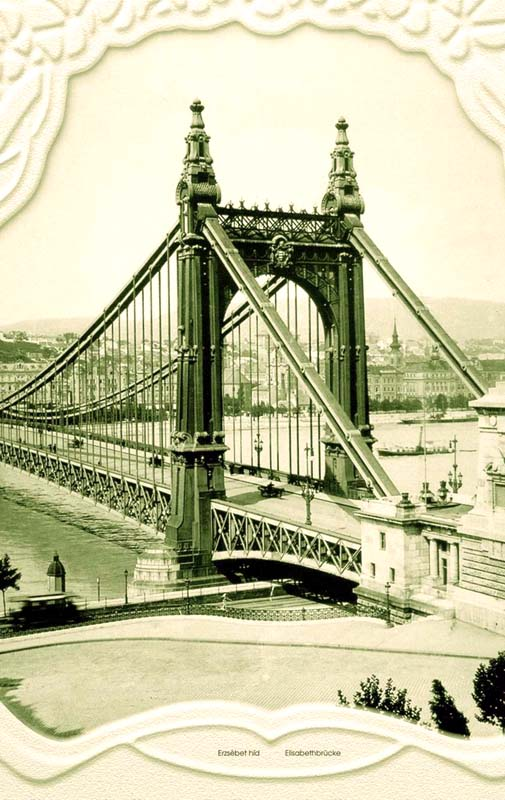
Az elpusztult Erzsébet híd budai hídfője

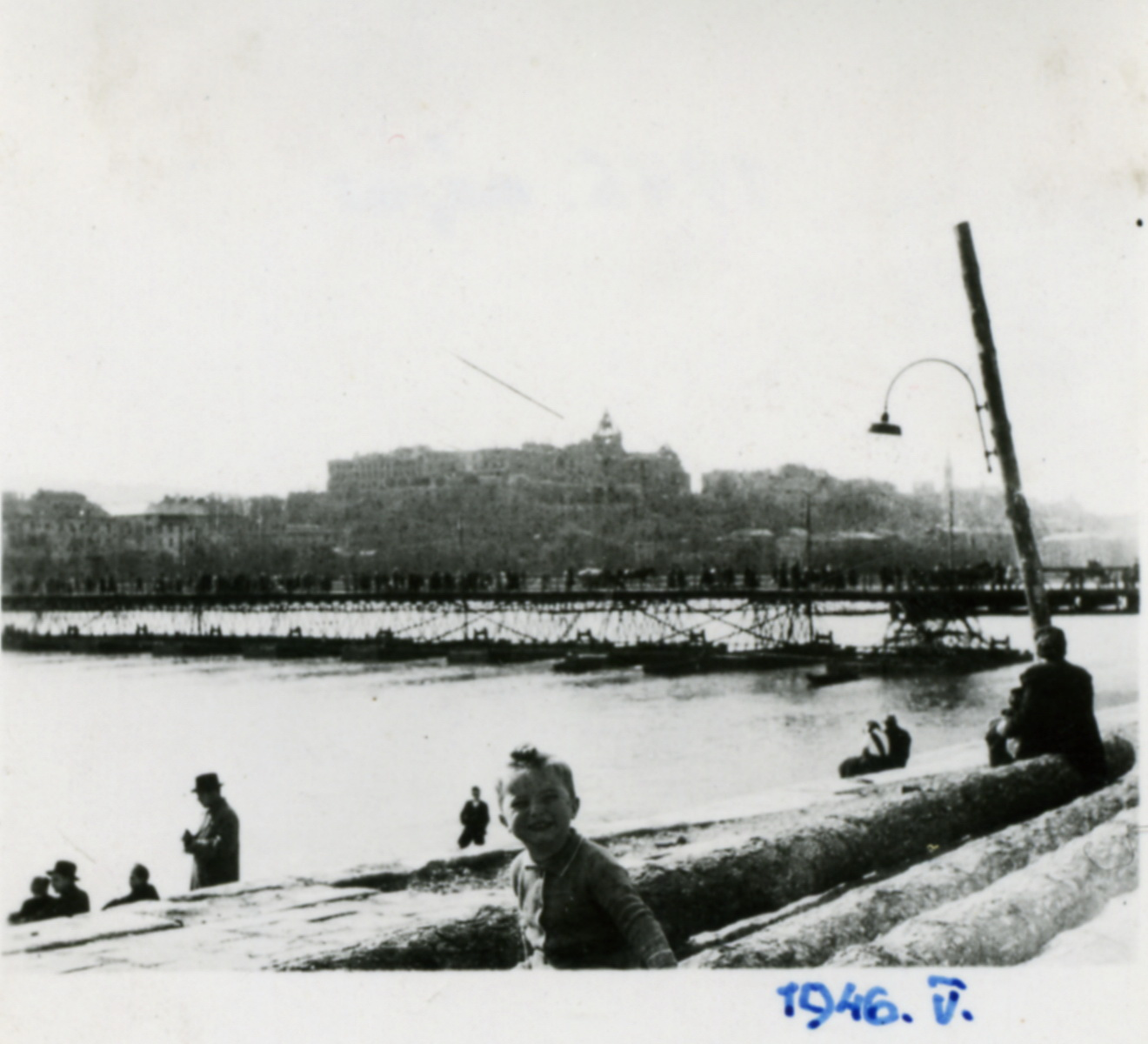
Az ideiglenes Petőfi pontonhíd

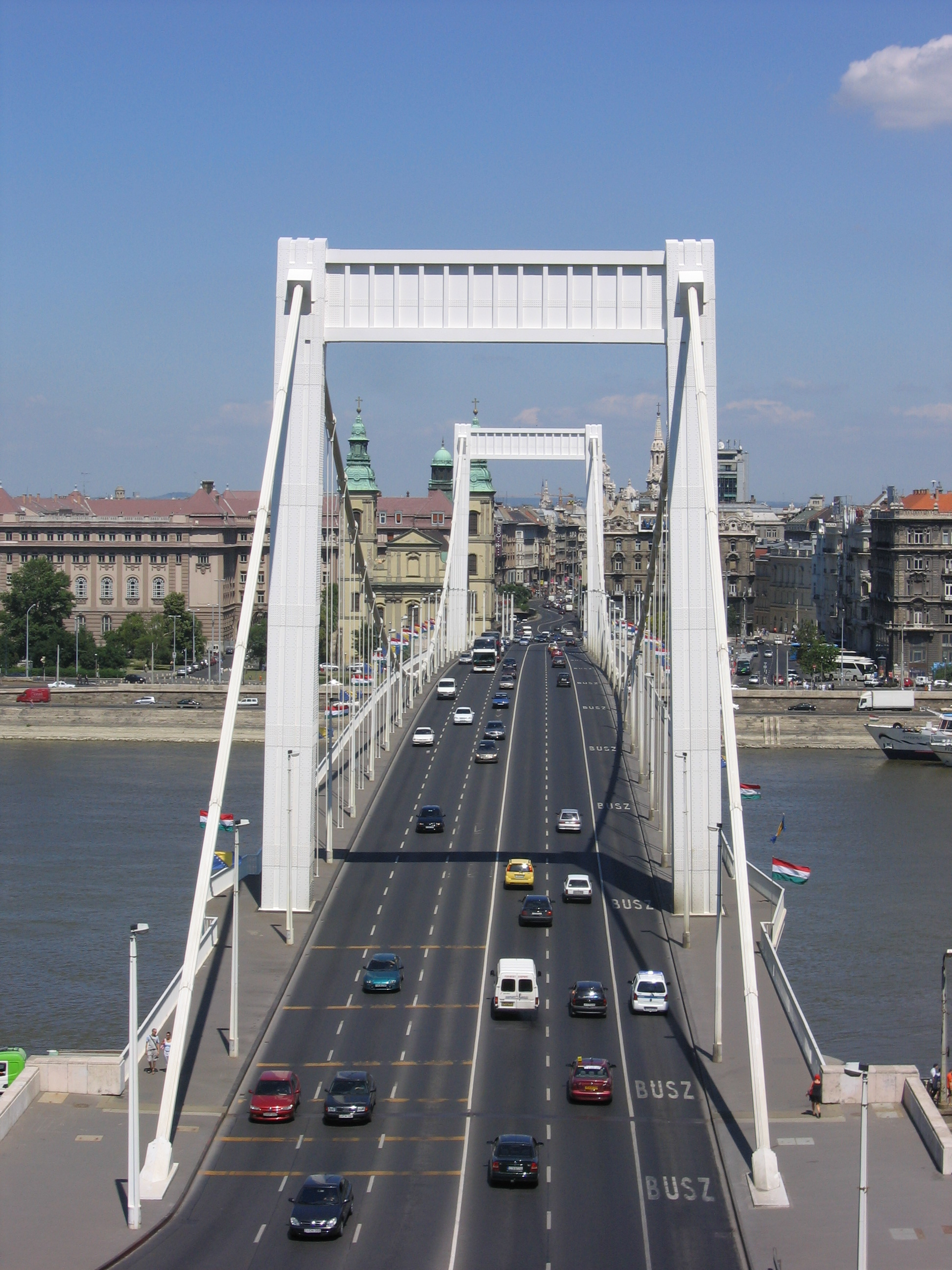
Az új Erzsébet híd budai hídfője

Valamennyi budapesti Duna-híd építését a magyar törvényhozás rendelete alapján kezdték el. A létesítésüket kimondó törvénycikkek nyomán kezdték meg a tervezést, majd a kivitelezést. A második állandó Duna-híd, a Margit híd 1876-os elkészülte után újabb átkelők igénye fogalmazódott meg, de hogy ezek hol legyenek az viták tárgyát képezte, figyelemmel arra is, hogy Budán sok terület ekkor még üres és lakatlan volt, így nem igazán volt mit összekötni Pesttel. Végül az 1893. június 18-án kihirdetett 1893. évi XIV. törvénycikk „a fő- és székvárosban két állami Duna-hid építéséről” döntött arról, hogy a Rudas fürdő előtti tér és az Eskü tér, valamint a Sáros fürdő és a Vámház közé épüljön meg két új híd, amelyek ma az Erzsébet híd, és a Szabadság híd neveket viselik. Az előbbi miatt a régi pesti belváros egy részét is le kellett bontani illetve jelentősen átépíteni. A további hidak már a 20. vagy 21. században épültek.
A 19. század végén hidak helyett alagutak ötlete is felmerült, de ezek a műszaki nehézségek miatt a századfordulóra elhaltak.
A Lánchíd átadása óta megfizetendő hídvámot – melyről már 1836-ban rendelkezett az akkori hídtörvény –, amiből a hidakat építtető vállalkozások és befektetők nyeresége származott, de a későbbi hidak építési költségeihez is jelentősen hozzájárult végül 1918. november 30-án törölte el Károlyi Mihály kormánya.
| Híd átadásának dátuma | Duna-híd          | Építést elrendelő törvény   | Megjegyzés                        |
| --------------------- | ----------------- | --------------------------- | --------------------------------- |
| 1849. november 20.    | Széchenyi lánchíd | 1836. évi XXVI. törvénycikk | Eredeti neve: Lánchíd             |
| 1876. április 30.     | Margit híd        | 1870. évi X. törvénycikk    |                                   |
| 1896. október 4.      | Szabadság híd     | 1893. évi XIV. törvénycikk  | Eredeti neve: Ferenc József híd   |
| 1903. október 16.     | Erzsébet híd      | 1893. évi XIV. törvénycikk  | Eredetileg acélszerkezetű lánchíd |
| 1937. szeptember 12.  | Petőfi híd        | 1930. évi XI. törvénycikk   | Eredeti neve: Horthy Miklós híd   |

### A második világháború hídpusztulásainak kronológiája
- 1944. november 4. – a Margit hidat felrobbantották.
- 1944. december 29. – a két vasúti hidat felrobbantották.
- 1945. január 14. – a Horthy Miklós hidat felrobbantották.
- 1945. január 16. – a Ferenc József híd középső részét felrobbantották.
- 1945. január 18. – a Lánchidat és az Erzsébet hidat felrobbantották.

### Szükséghidak építésének és lebontásának kronológiája
A második világháborúban elpusztult hidak helyett 1945-46-ban szükséghidak épültek Budapesten
- 1945. március 17. – A Margit híd mellett ideiglenes cölöphidat vertek.
- 1945. március-április – A Fővám térnél és a Boráros térnél a hidak roncsaira szükséghidat tettek.
- 1945. április 26. – Katonai szükséghíd készült az Összekötő vasúti hídnál.
- 1945. november 18. – Az elpusztult Erzsébet híd mellett a pesti Petőfi-térről a budai Döbrentei térig pontonhíd épült („Petőfi-Böske")[43]
- 1946. január 11. – Az ideiglenesen elkészült szükséghidakat elsodorta a jégzajlás, megszakadt az összeköttetés Pest és Buda között.
- 1946. január 15., ill. 18. – Hét hónap alatt elkészült a félállandó Kossuth híd.
- 1946. május – Felépült a Margit híd roncsai mellett a „Manci” elnevezésű pontonhíd, ami a Lukács fürdő kertjétől, a Margitszigeten át, a (mai) Radnóti Miklós utcáig vezetett.
- 1948. augusztus – A feleslegessé vált ideiglenes „Manci” nevű pontonhidat elbontották.
- 1949 – A „Petőfi-Böske" pontonhidat a Lánchíd újjáépítése miatt elbontották.
- 1956 – A Kossuth hidat forgalmon kívül helyezték, majd 1960-ban elbontották.

### A felrobbantott budapesti Duna-hidak újjáépítésének kronológiája
- 1946. augusztus 20. – Megnyitották a forgalom számára az újjáépített Ferenc József hidat, egyúttal a Szabadság híd nevet adva a régi-új Duna-hídnak.
- 1948. augusztus 1. – Átadták az újjáépített Margit hidat.[44]
- 1949. november 20. – Az eredeti híd avatásának századik évfordulóján átadták az újjáépített Lánchidat.[45]
- 1952. november 22. – Megnyitották a forgalom előtt a volt Horthy Miklós hidat, és ekkor nevezték el Petőfi Sándorról.
- 1964. november 21. – Megnyitották az új Erzsébet hidat.

### Új állandó Duna-hidak létrejötte Budapest területén a második világháború után

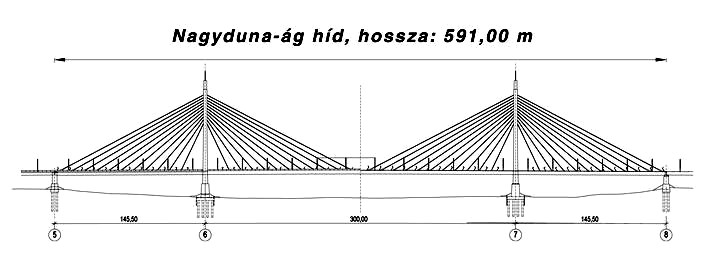
A Megyeri híd teljes hossza 1861,35 méter, amelyből a Nagy-Duna-ág felett átívelő szakasz hossza 591 méter

| Híd átadásának dátuma | Duna-híd        | Építést elrendelő törvény                     | Megjegyzés                                                 |
| --------------------- | --------------- | --------------------------------------------- | ---------------------------------------------------------- |
| 1950. november 7.     | Árpád híd       | 1908. évi XLVIII. törvénycikk                 | Eredeti neve: Sztálin híd                                  |
| 1964. november 21.    | Erzsébet híd    |                                               | A korábbi acélszerkezetű lánchíd helyett új kábelhíd épült |
| 1990. november 16.    | Deák Ferenc híd | 1985. évi VII. törvény                        | M0 déli híd                                                |
| 1995. október 30.     | Rákóczi híd     | 24/1992. (V. 26.) OGY országgyűlési határozat | Eredeti neve: Lágymányosi híd                              |
| 2008. szeptember 30.  | Megyeri híd     | 2003. évi CXXVIII. törvény                    | M0 északi híd                                              |

### Budapesti Duna-hidak rekonstrukciói
- Széchenyi lánchíd
  - 1877-ben a híd szerkezetének vizsgálata eredményeként megállapították, hogy a fa pályaszerkezet, az öntöttvas kereszttartók és a saruk cserére, a láncok pedig megerősítésre szorulnak. Azonban erre akkor nem volt mód, így a híd első felújítási munkái csak jóval később, 1912-ben kezdődhettek el, amit 1915 végére fejeztek be. 1914. február 3-án a hidat lezárták a forgalom elől és elkezdődött a vasszerkezet bontása. A munkát állványhídról végezték, a hajózás számára csupán 48 méteres nyílást hagytak. A bontás előtt a láncok feszültségmentessé tétele a híd 26 cm-es megemelésével történt. A bontási munkálatok 1914 tavaszán befejeződtek; ősszel már az új láncok szerelése folyt, az állványhidat pedig el lehetett bontani a jégzajlás megindulása előtt.[50]
  - 1973-ban a hidat több hónapra lezárták, ekkor újraaszfaltozták, ellenőrizték a láncok anyagfáradását,[51] rozsdátlanították a korrodált acélszerkezeteket.
  - 1986–1988-ban felújították a Lánchidat a Budai Váralagúttal együtt. A felújítás tervezője az UVATERV (Út-, Vasúttervező Vállalat) , a generál kivitelező a Hídépítő Vállalat volt.
  - 1999-ben a Lánchíd építésének 150. évfordulójára egy új világítási rendszert szereltek fel a hídra. Június 19-én a Lánchíd 150. születésnapján avatták fel a GE Lighting Tungsram Rt. cég Budapestnek adományozott ajándékát. A világítás kialakítása során néhány helyen megváltoztatták a korábbi fényforrások számát a hídfőknél, az oroszlánok megvilágításánál és a pilonok két-két oldalán lévő címerek megvilágításában. Az új világítási rendszer energiaigénye 42,53 kW, lámpatest darabszáma 1438 lett. A legfontosabb változás a ceruza halogénlámpák kicserélése volt, modern kerámia fémhalogén lámpákra.[52]
- Margit híd
  - 1935–1937 között a hidat déli irányban kiszélesítették, s így további két közúti sávot lehetett elhelyezni rajta. Ekkor középre helyezték az 1879 óta a hídon közlekedő villamos pályáját is.
  - 2009–2011 között az addigra leromlott állapotú hidat teljes szerkezetében felújították, a felújítás során a híd számos hiányzó vagy sérült díszítőelemét is pótolták vagy cserélték, a második világháború utáni helyreállításkor elmaradt díszelemek is visszakerültek.
- Szabadság híd
  - 2007–2009 között zajlott le a híd teljes felújítása az addigra kialakult jelentős korrózió miatt.
- Erzsébet híd
  - Az eltelt évtizedekben csak alkalmi felújítások voltak, 1972-ben szűnt meg végleg a villamosforgalom.
- Petőfi híd
  - Itt is csak alkalmi felújítások történtek.
- Árpád híd
  - 1980–1984 között a Hungária körgyűrű kialakítása miatt 2×3 sávosra szélesítették.
- Deák Ferenc híd
  - Az eredetileg Hárosi Duna híd 1990-es átadása után 2010–2013 között történt a híd legközelebbi fejlesztése, mikor a rajta lévő M0-s autóút kiszélesítése miatt a hidat is kiszélesítették egy új híd mellé építésével.
  - 2018–2020 között jelentős felújítás történt a híd használatból származó amortizációja miatt.
- Rákóczi híd
  - Az eredetileg Lágymányosi hídon 2015-re indult el a villamosforgalom, ami az építése óta terv volt.

### Az Óbudai-sziget hídjai
Az Óbudai-szigetnek két hídkapcsolata van:
- A Hajógyári híd több formában is létezett, először 1858-ban fa tolóhídként épült meg, ezt 1884-ben egy vas emelőhíd váltotta, majd 1968-ban a mai vasbetonhíd készült el.
- A K-híd 1955-re készült el, ami a szerkezeti elemei formája után kapta nevét. Ennek a hídnak főleg az itteni hajógyár vasúti kiszolgálása volt a feladata, amíg a rendszerváltás után meg nem szűnt az ipari tevékenység és ezzel a vasúti forgalom is.

### Ráckevei-Duna hidak
A „Nagy-Duna” mellett a Ráckevei-Duna felett is épültek hidak, amelyek a Csepel-szigetet kötik össze a szomszédos városrészekkel:
- A Gubacsi híd (Csepeli átjáró) Csepel-Szabótelepnél található, Pestszenterzsébettel köti össze a szigetet. Első avatására 1924-ben került sor, majd miután a második világháború idején német csapatok felrobbantották, újjáépítették és 1947-ben avatták fel ismét. A hídon a közúti forgalom mellett a Pesterzsébet–Csepel HÉV is közlekedett annak megszűnéséig.
- A Kvassay híd Csepel-Szigetcsúcsnál található, Ferencvárossal biztosít kapcsolatot. A Gubacsi híddal egyidőben épült, először 1927-ben avatták fel, majd a háborúban ezt a hidat is felrobbantották. 1951-re építettek újjá, de később is több alkalommal felújításra, korszerűsítésre került.

A Ráckevei-Dunában Soroksár mellett található Molnár-szigethez is vezet egy kis híd: 
- A Molnár-sziget hídjának nincs hivatalos neve, az itt alig több mint húsz méter szélességű folyóág felett ível át. 1961-ben készült vasbeton gerendákból, előtte fahíd vezetett át a helyén (é. sz. 47° 23′ 54″, k. h. 19° 06′ 39″47.398333°N 19.110833°E).

## Tervezett hidak
Több közúti és gyalogos híd terve is elkészült, előbbiek a Duna északi és déli szakaszára, ahol kevesebb átkelési lehetőség van, utóbbiak főleg a turisztikailag frekventált belvárosi szakaszokra. 
Ismertebb tervezett közúti hidak:
- Aquincumi híd, Újpest és Óbuda közé tervezett híd az Újpesti vasúti híd mellett.[54]
- Galvani híd, Csepel és Kelenföld közé tervezett híd.[55]
- Albertfalvai híd, Csepel és Albertfalva közé tervezett híd.[55]

Gyalogos hidak tervei is megjelentek az elmúlt több mint száz év során, leginkább az 1990-es évektől kezdve, eddig azonban egyik sem épült meg.

## Képek a budapesti Duna-hidakról

### A Duna-hidak múltja

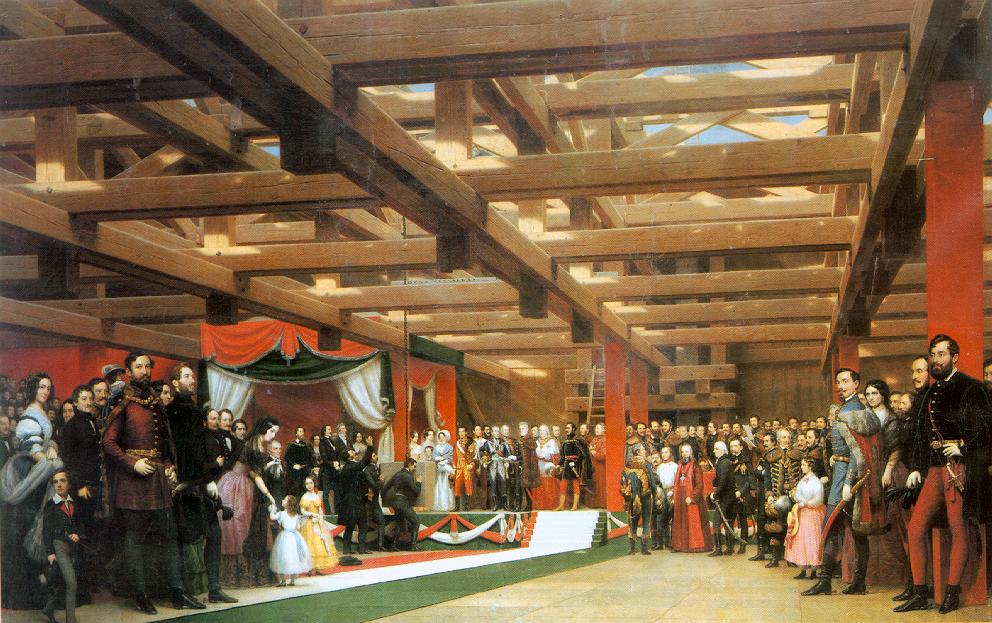
Barabás Miklós: A Lánchíd alapkőletétele 1842. augusztus 24-én
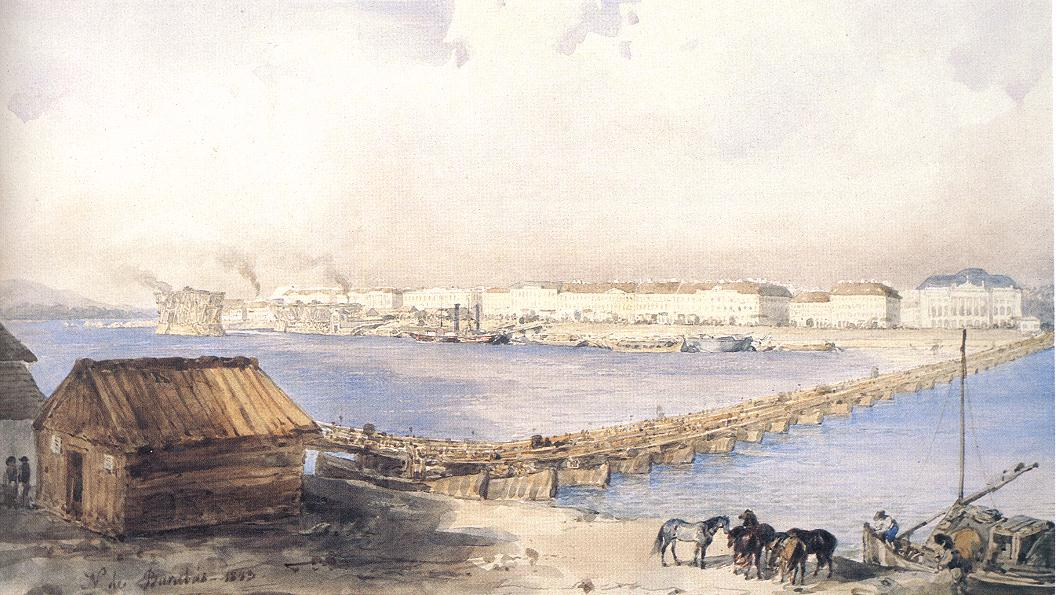
Barabás Miklós A Lánchíd építése 1843-ban
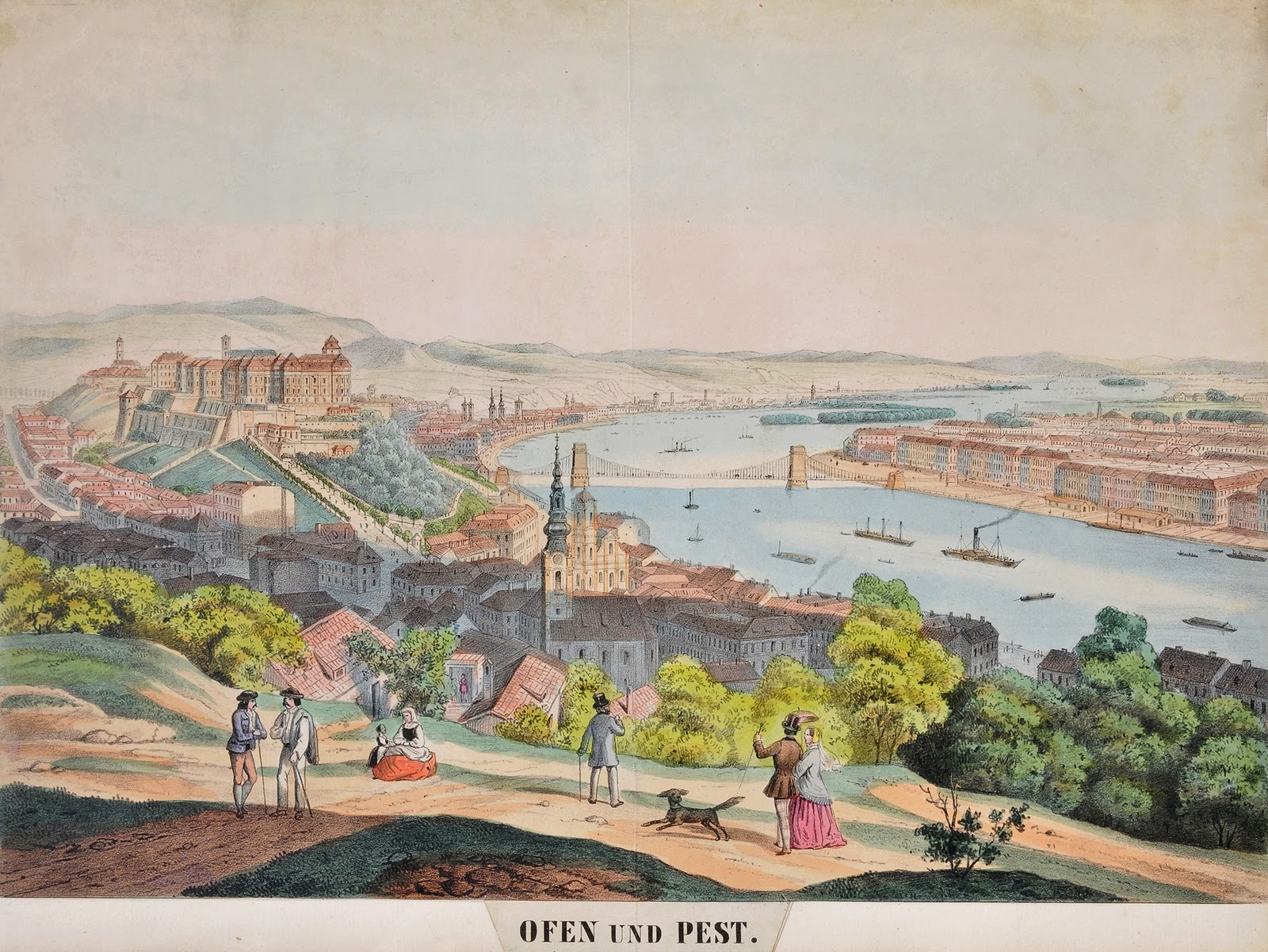
Buda és Pest a Lánchíddal 1848 körül
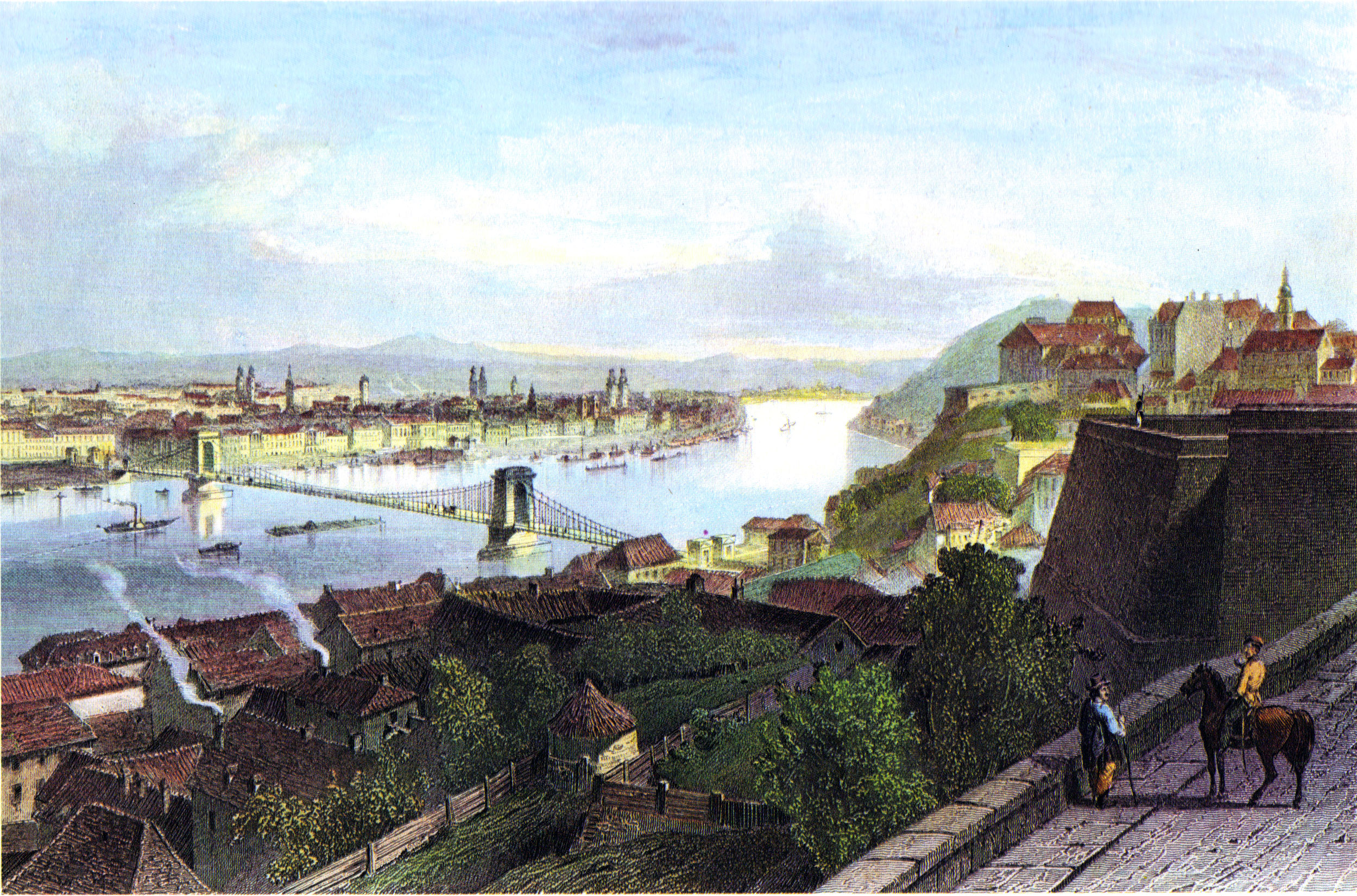
Adolphe Rouargue: Buda és Pest a felépült Lánchíd 1850 körül
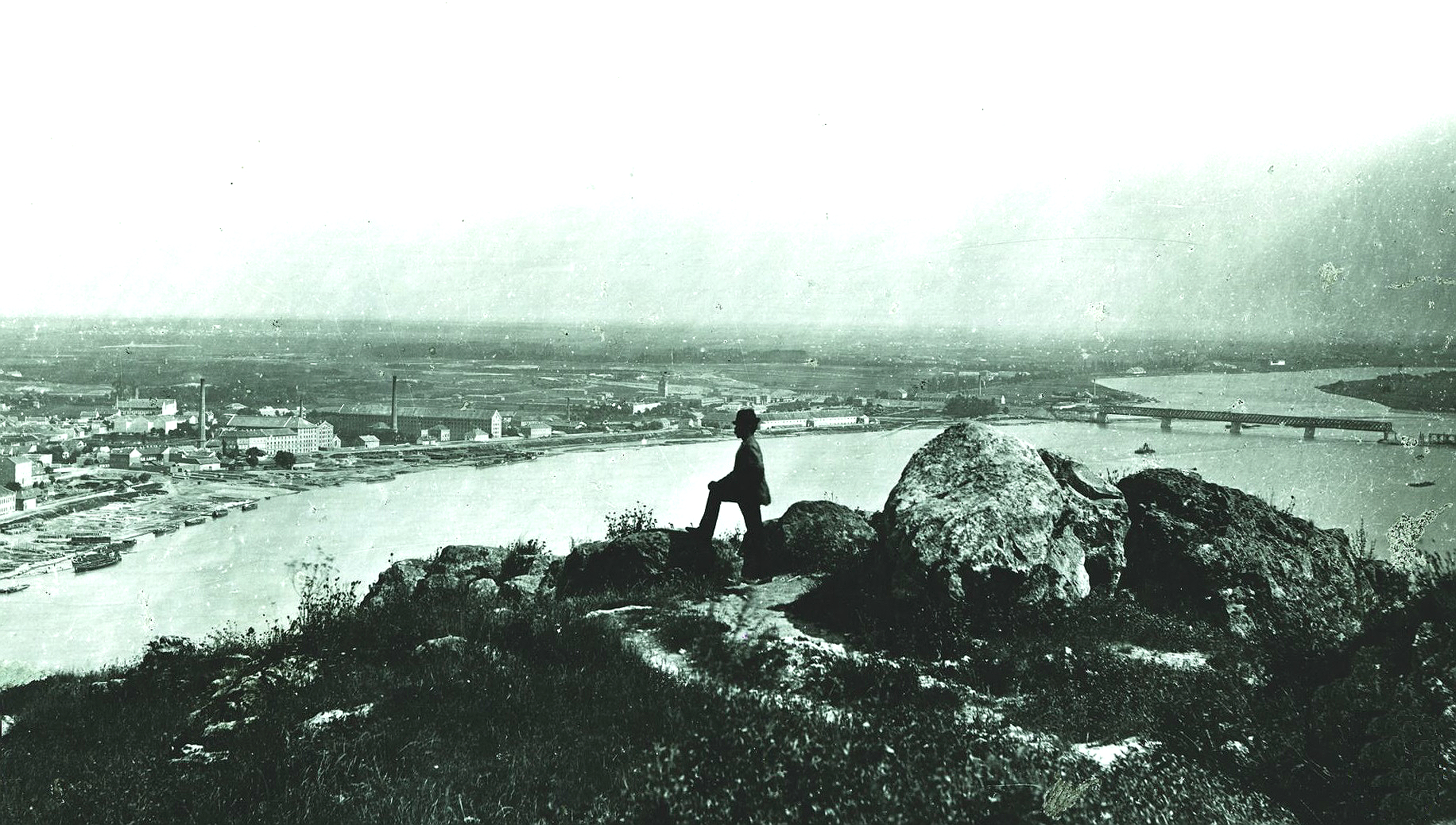
A Duna (1877 körül) a Gellért-hegy tetejéről, háttérben az akkor átadott Összekötő vasúti híd
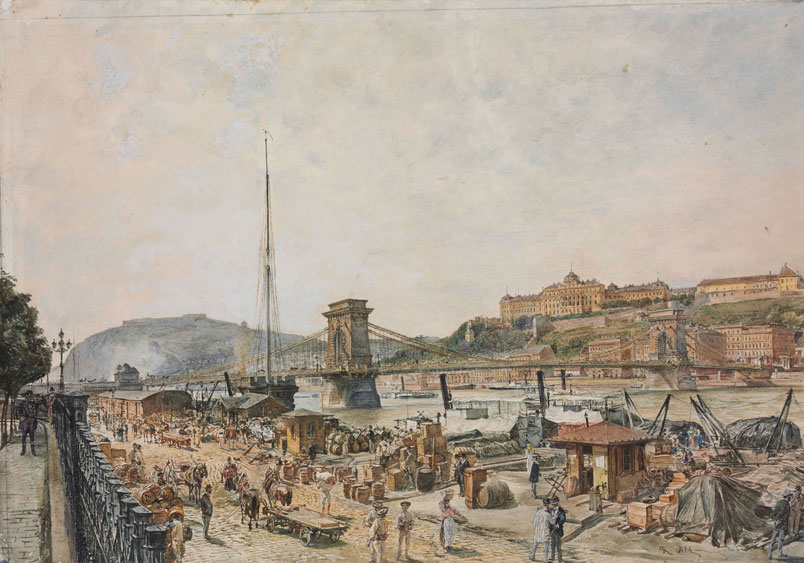
Rudolf von Alt: Budapesti látkép a Lánchíddal és a királyi várral, 1880.
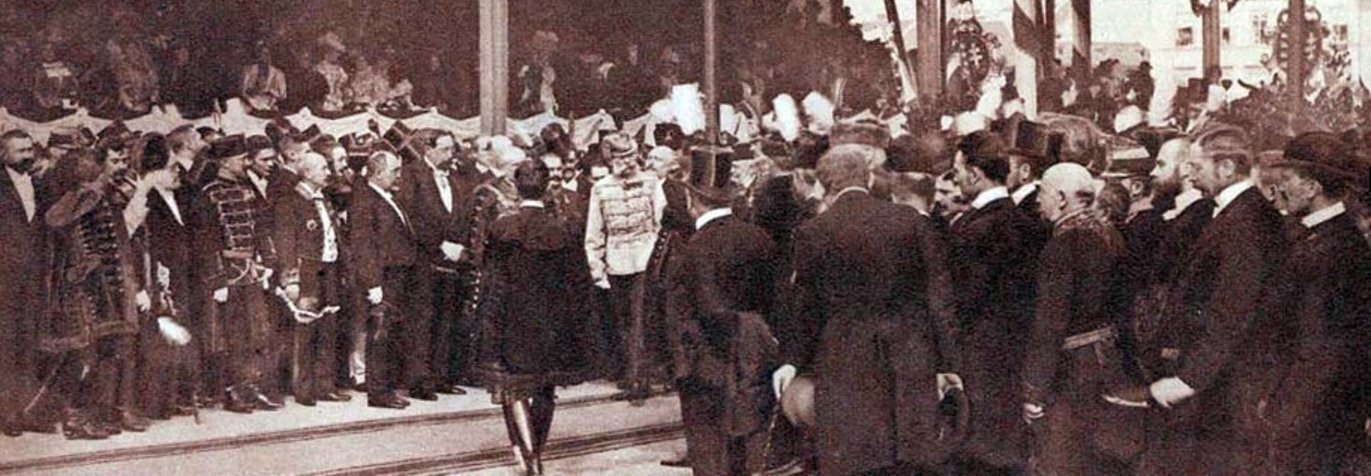
A Ferenc József híd (ma Szabadság híd) avatása 1896-ban
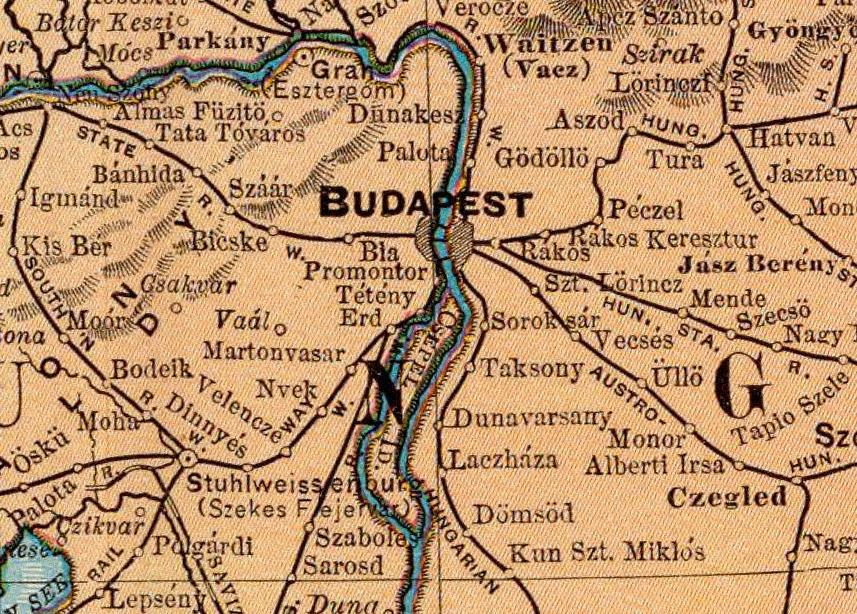
1897-ben Budapesten már három állandó közúti és egy vasúti híd is segítette a közlekedést a Dunántúl és az Alföld települései között
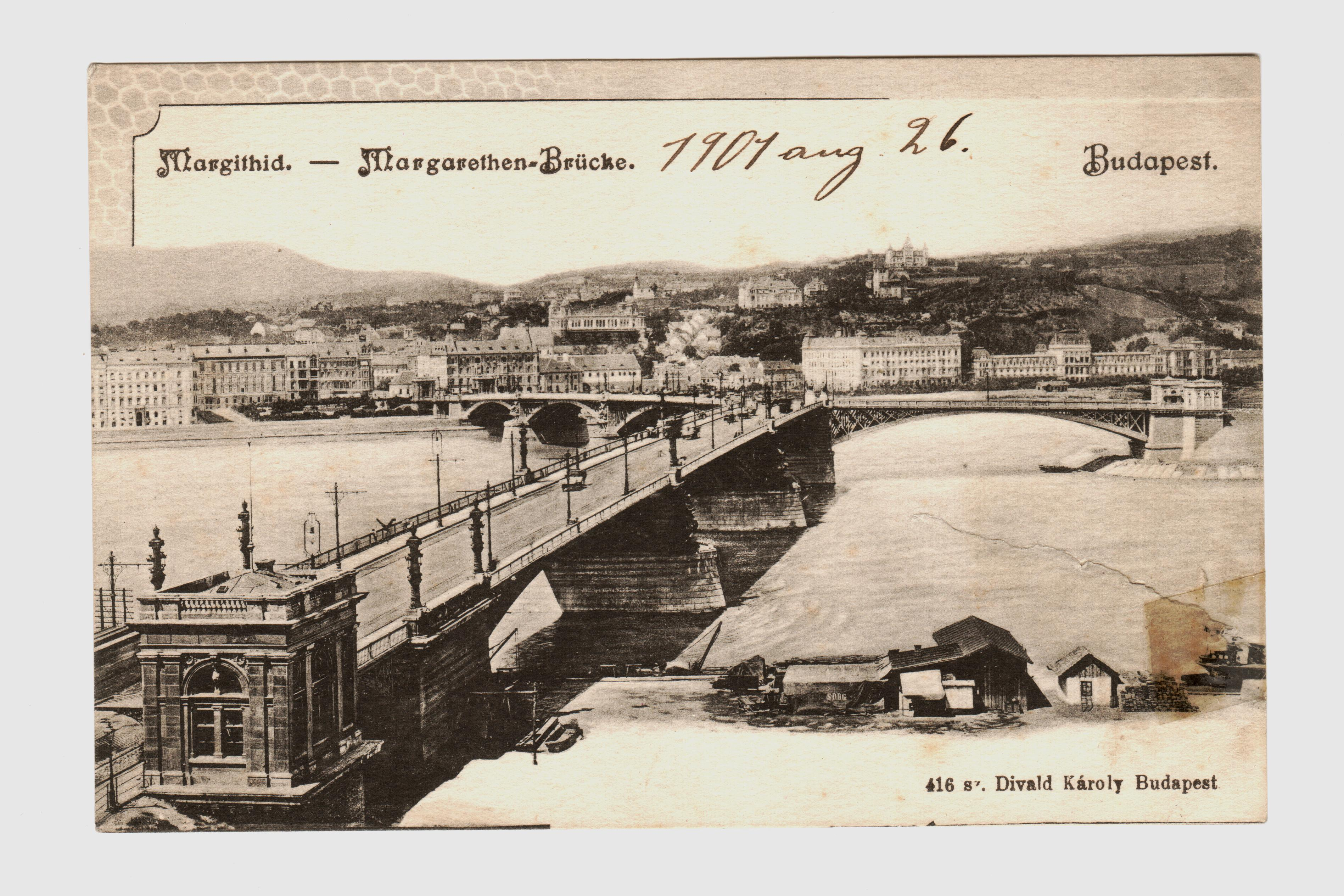
A Margit híd Pest felől, 1901
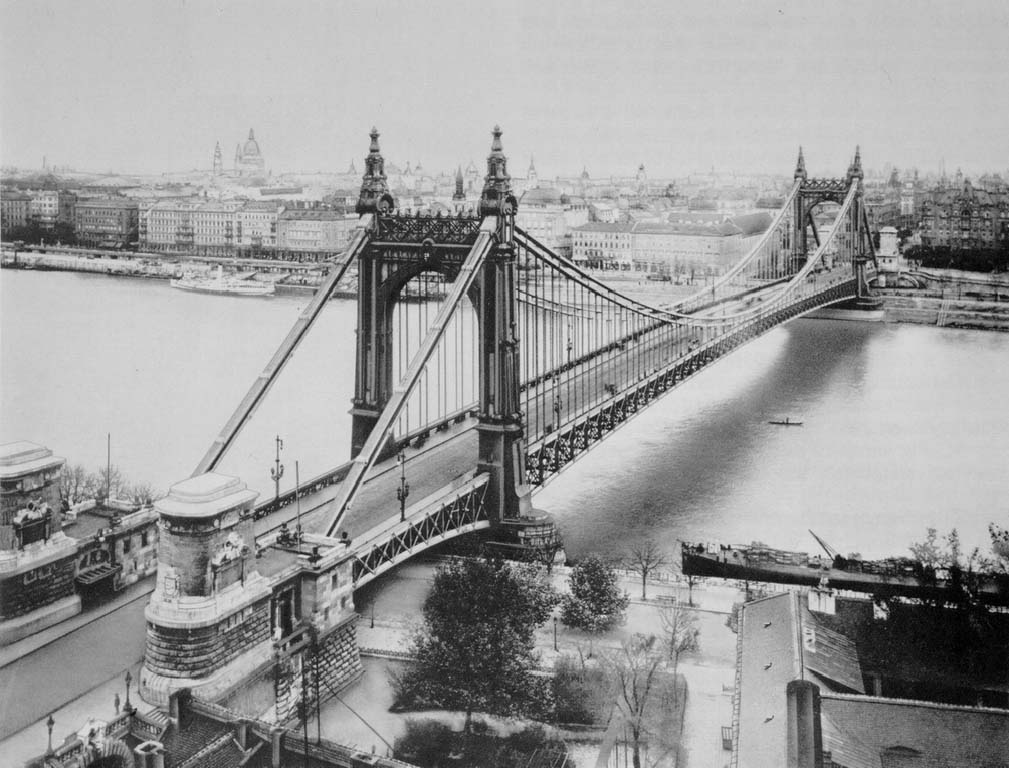
Az első Erzsébet híd 1903 körül
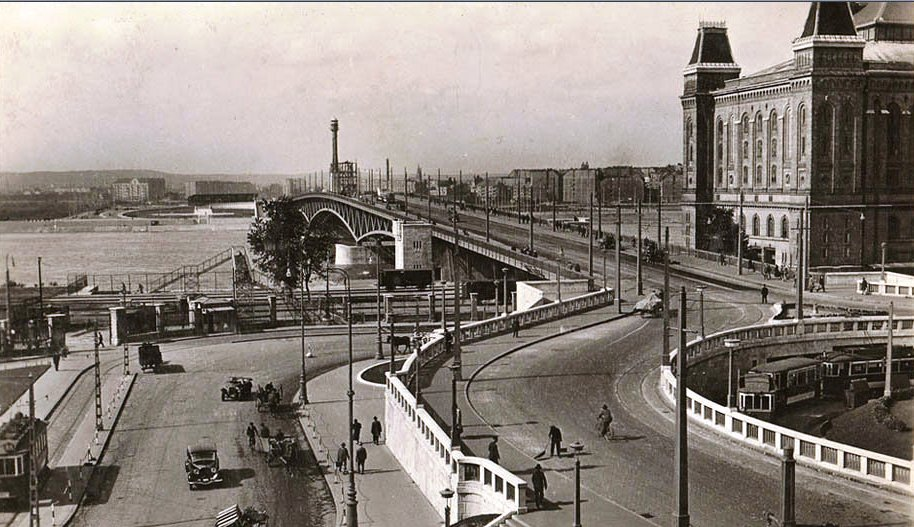
A Horthy Miklós híd (ma Petőfi híd) pesti hídfője és a Boráros tér, jobbra az Elevátorház az 1930-as évek végén
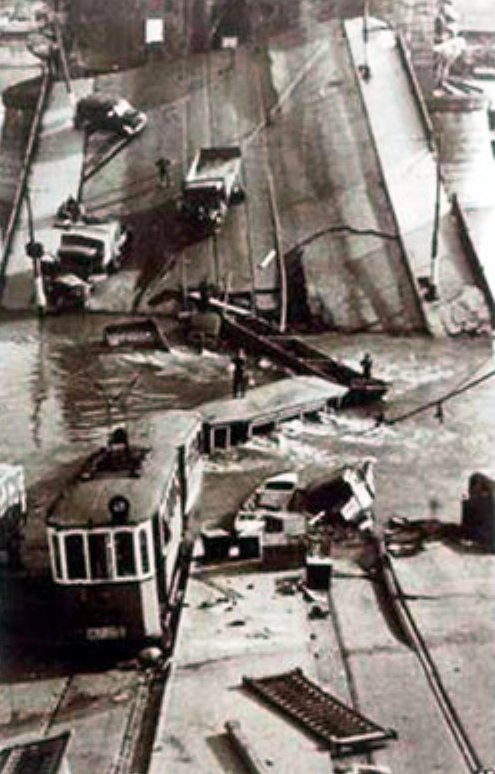
A Margit híd tragikus napja, 1944. november 4.
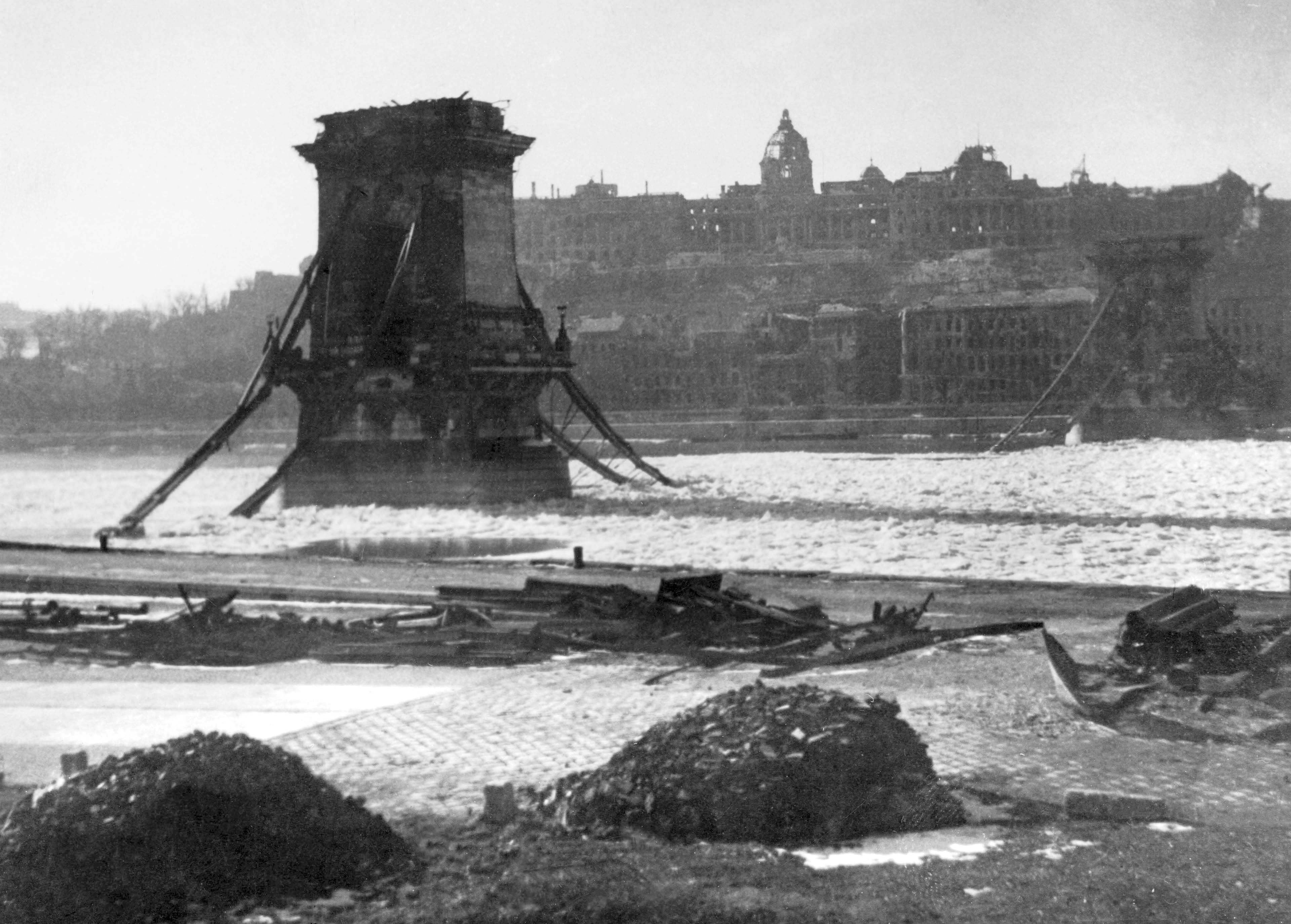
A felrobbantott Lánchíd és háttérben a rommá lőtt budai vár épülete, 1945. február
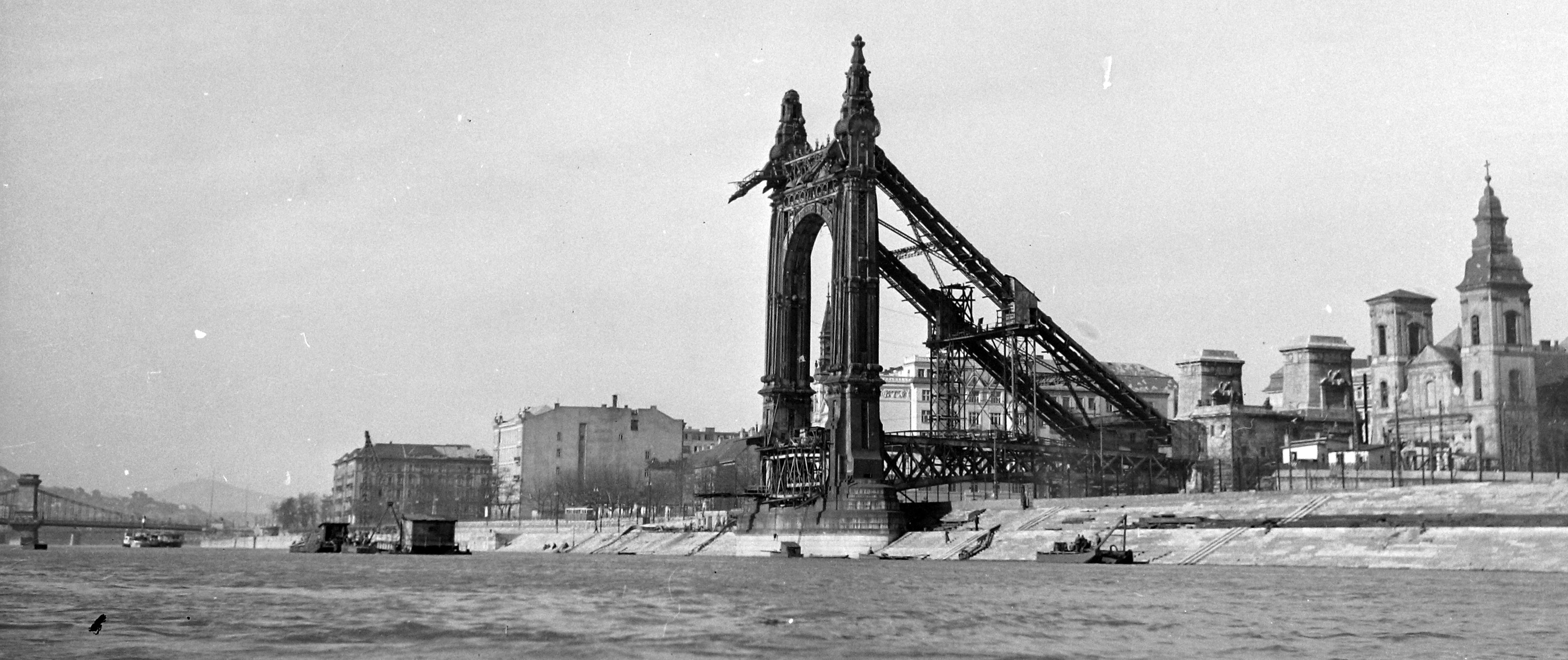
A felrobbantott Erzsébet híd ideiglenesen megtámasztott torzója, a pesti hídfő 1949-ben
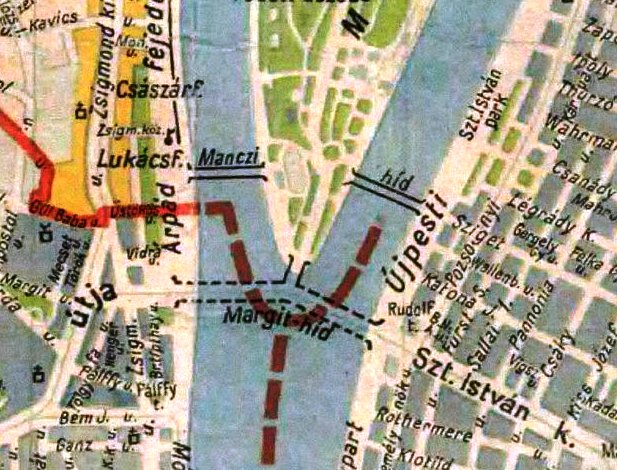
A „Manci híd” pozíciója egy 1947-es térképrajzon
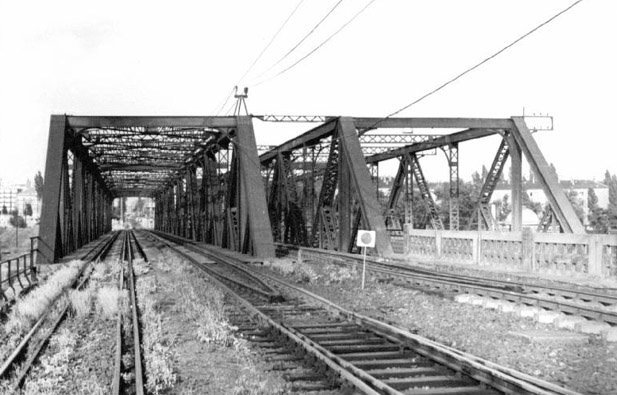
A Gubacsi híd régen, amikor még a HÉV járt rajta, amit 1978-ban szüntettek meg
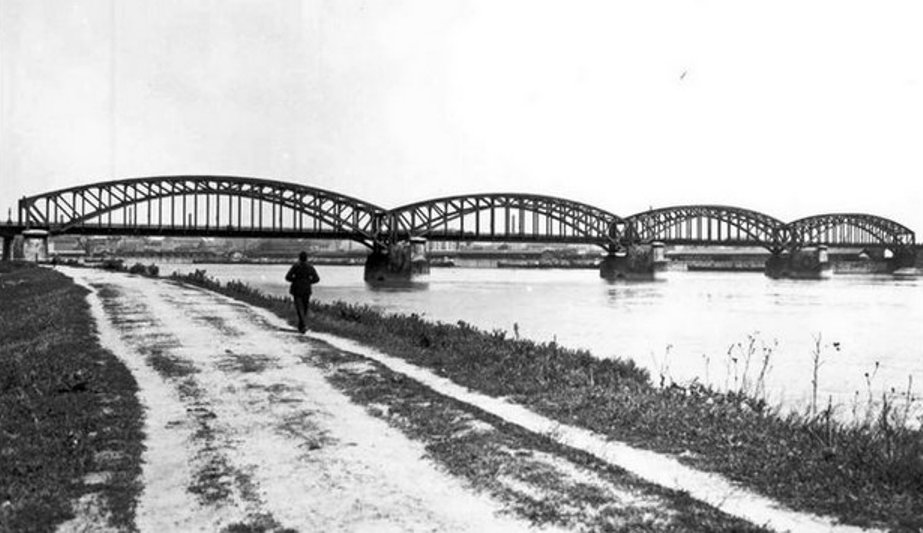
A második kétvágányú Összekötő vasúti híd látképe a budai oldalról 1920 körül
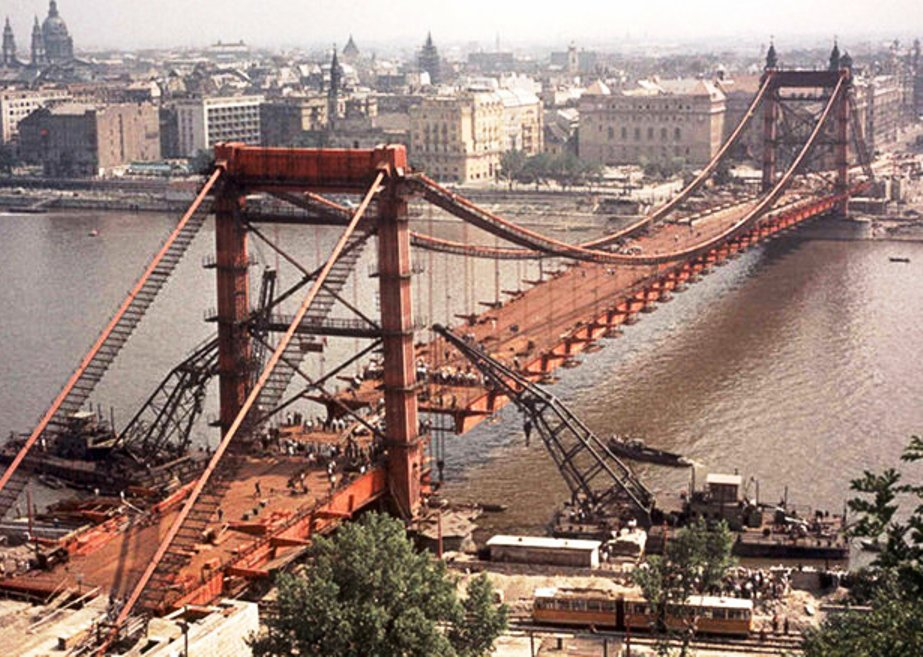
Az új Erzsébet híd építése, 1963 körül
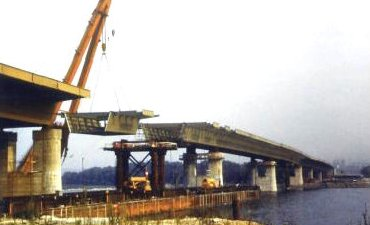
Az épülő Deák Ferenc híd

### A Magyar Posta 1964-es kiadású „Erzsébet híd” blokkja és a „Budapest hídjai” bélyegsora
A bélyegsort Vertel József tervezte, az Erzsébet híd blokk tervezője Füle Mihály.

### A mai budapesti hidak képei

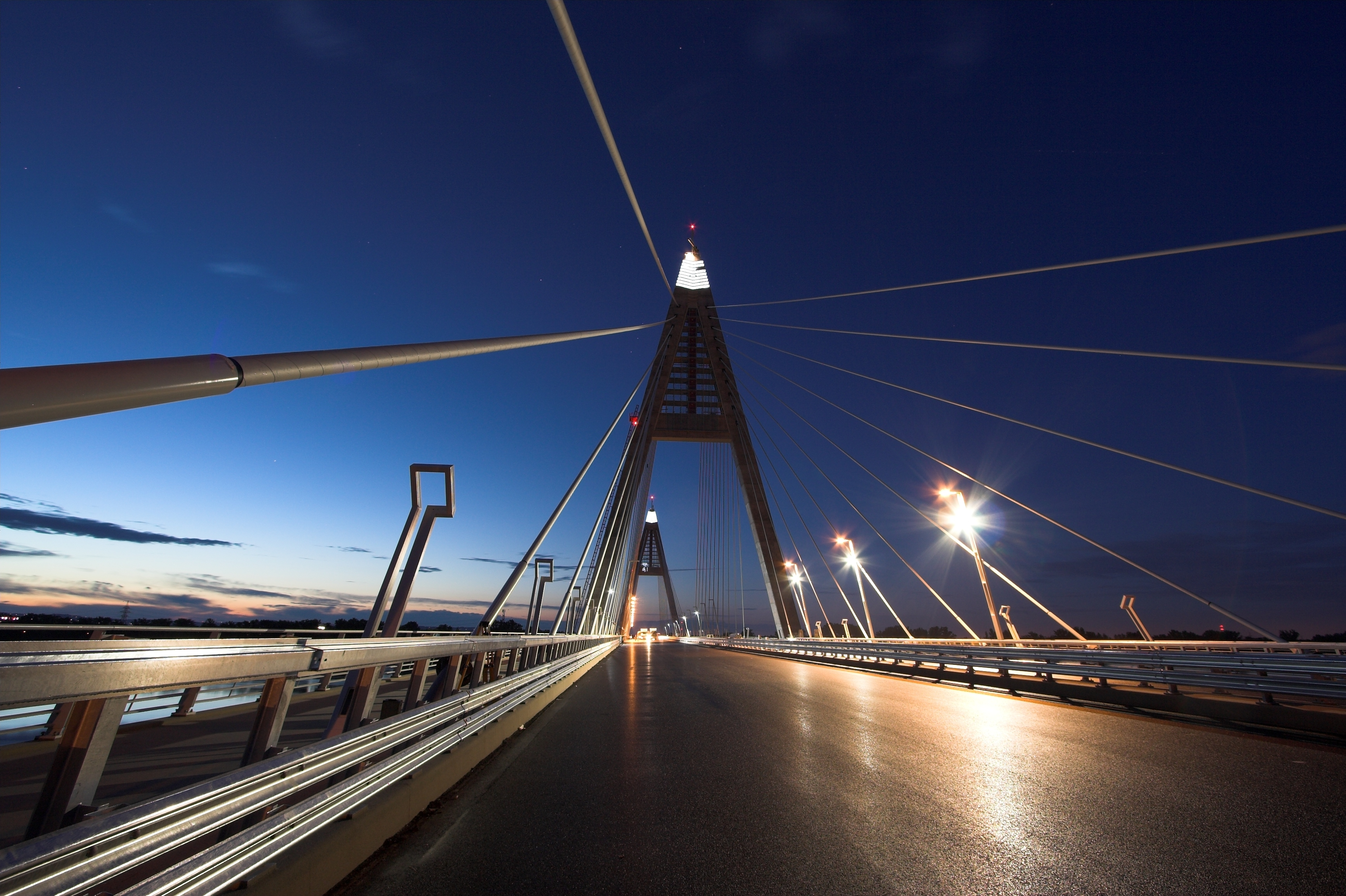
Megyeri híd
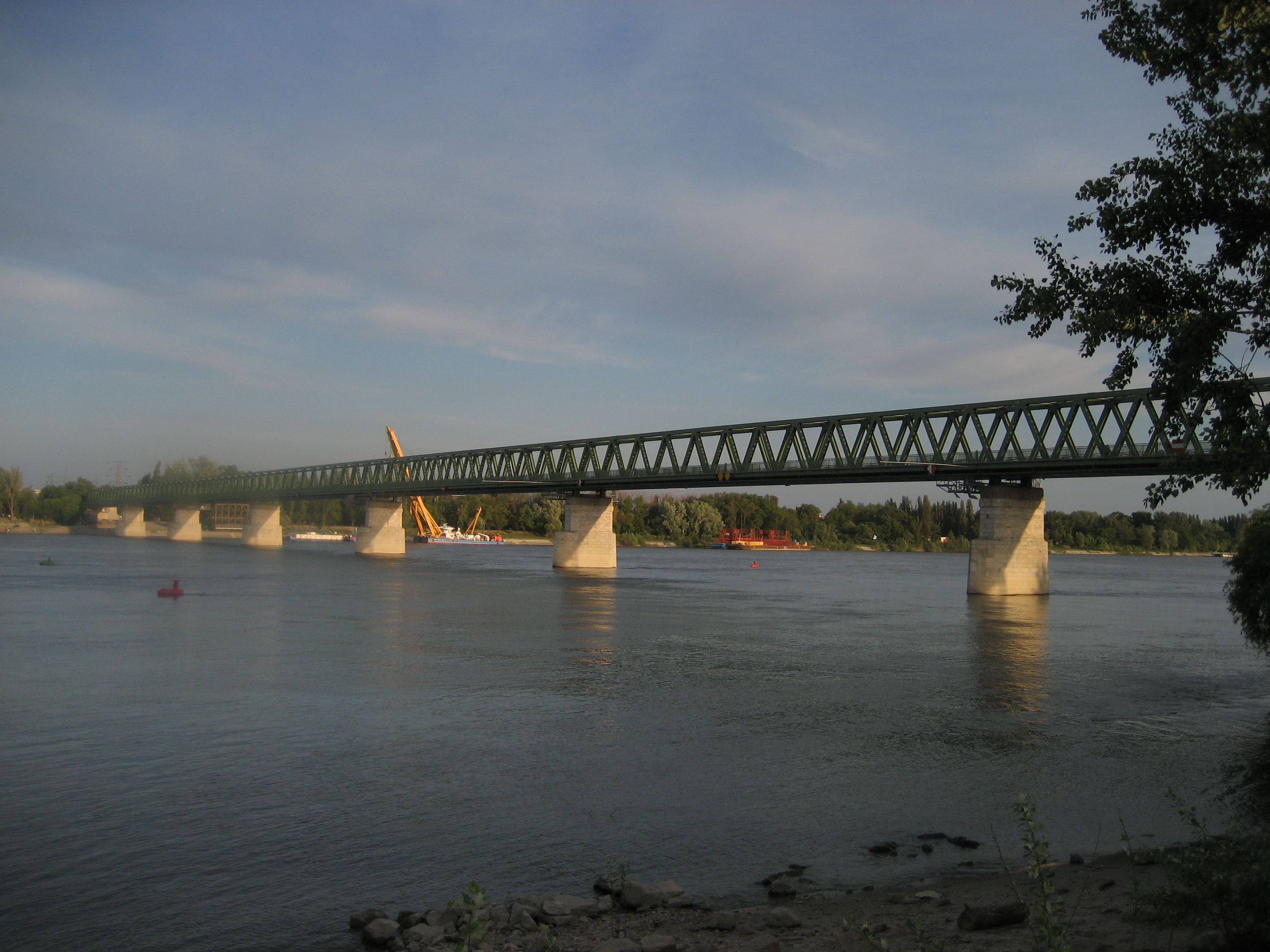
Újpesti vasúti híd
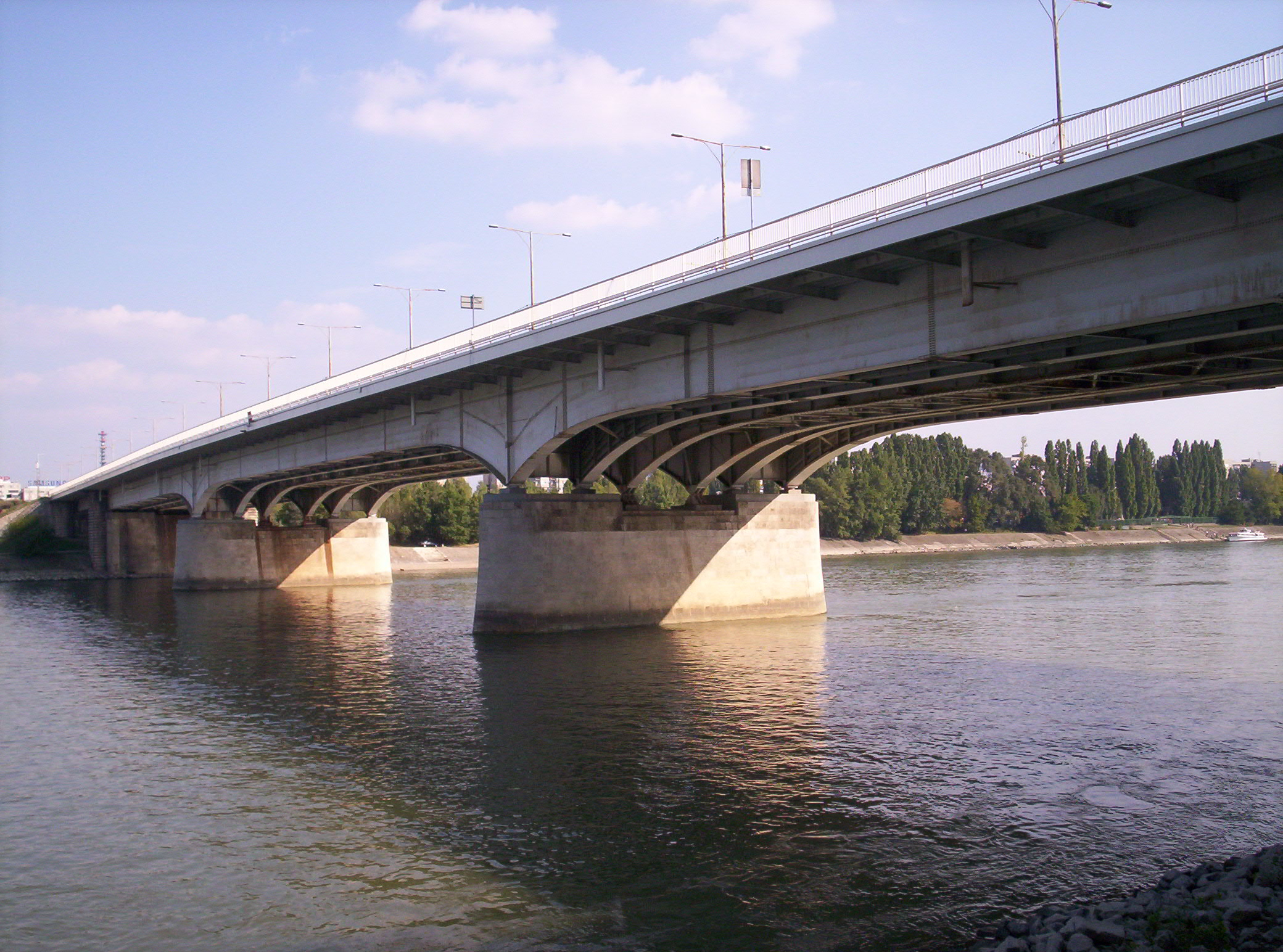
Árpád híd
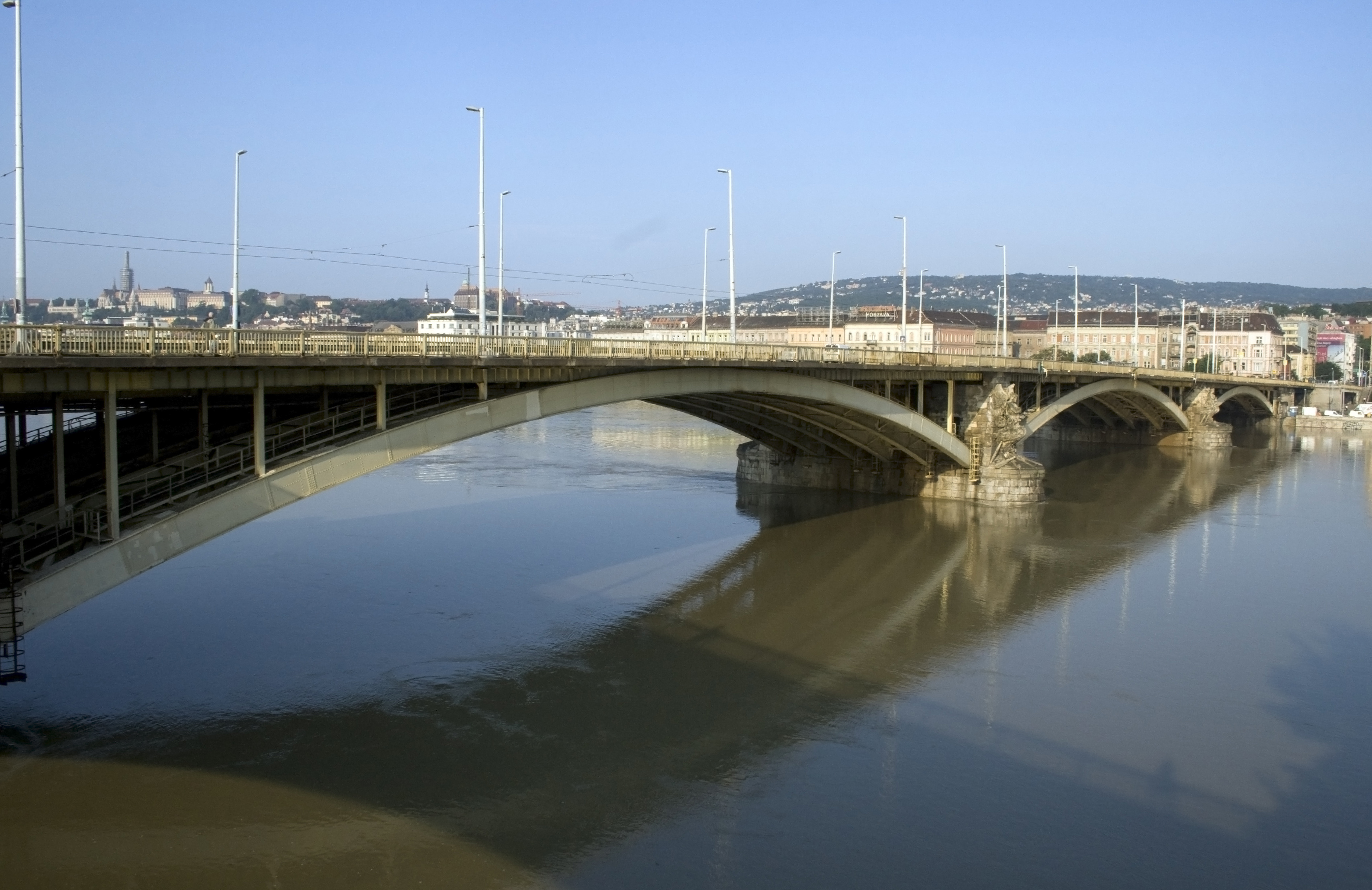
Margit híd
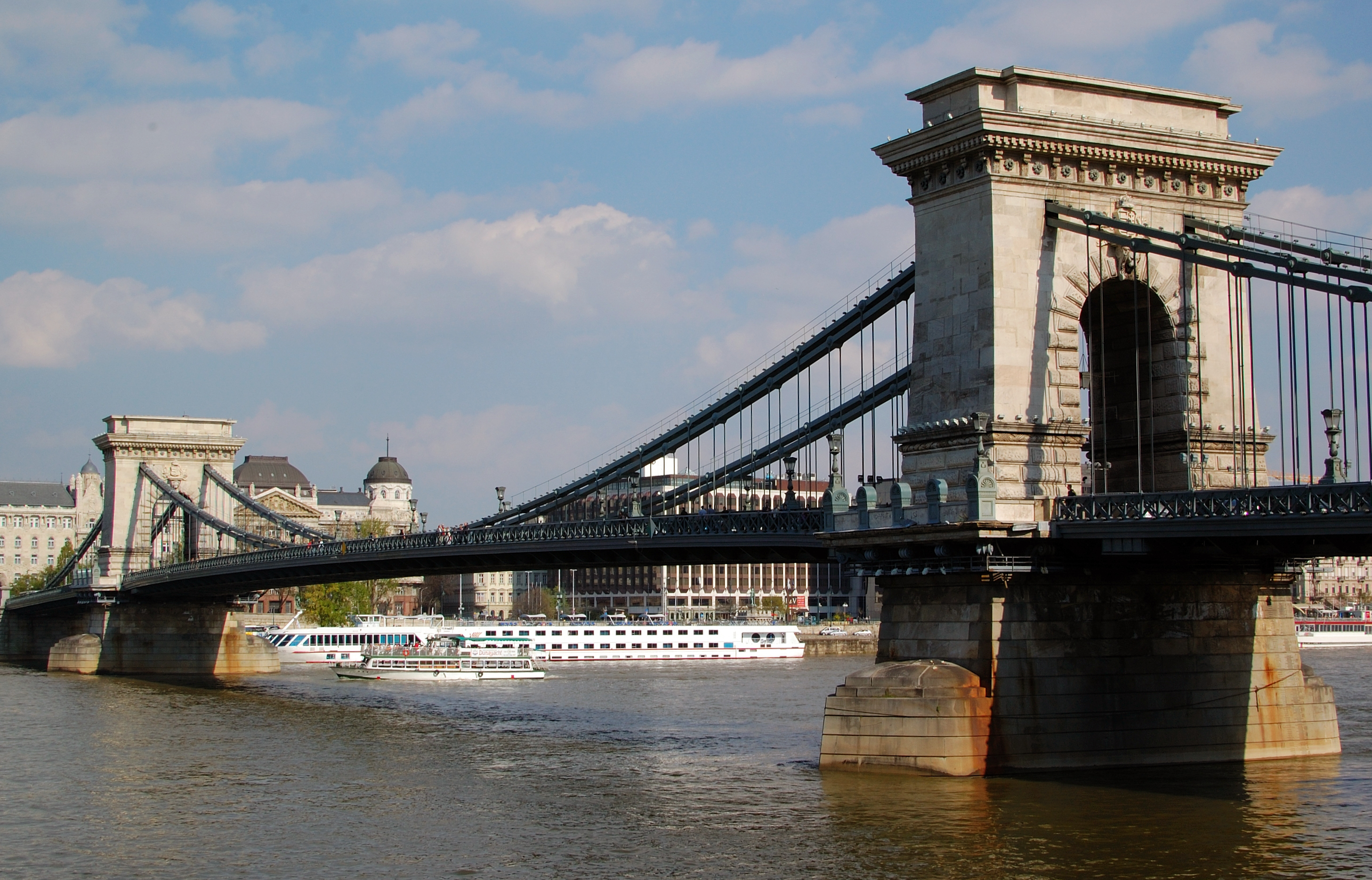
Széchenyi lánchíd
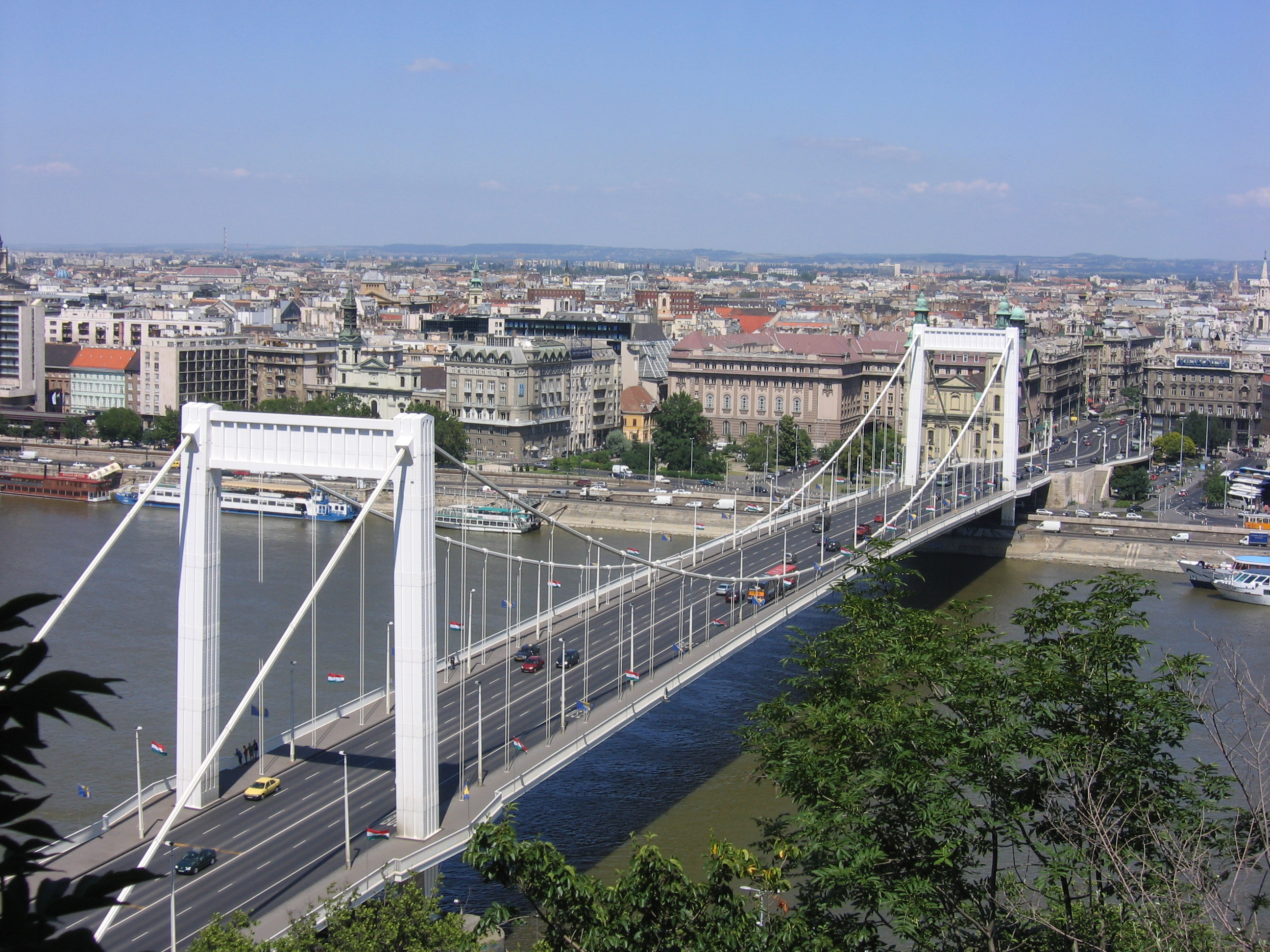
Erzsébet híd
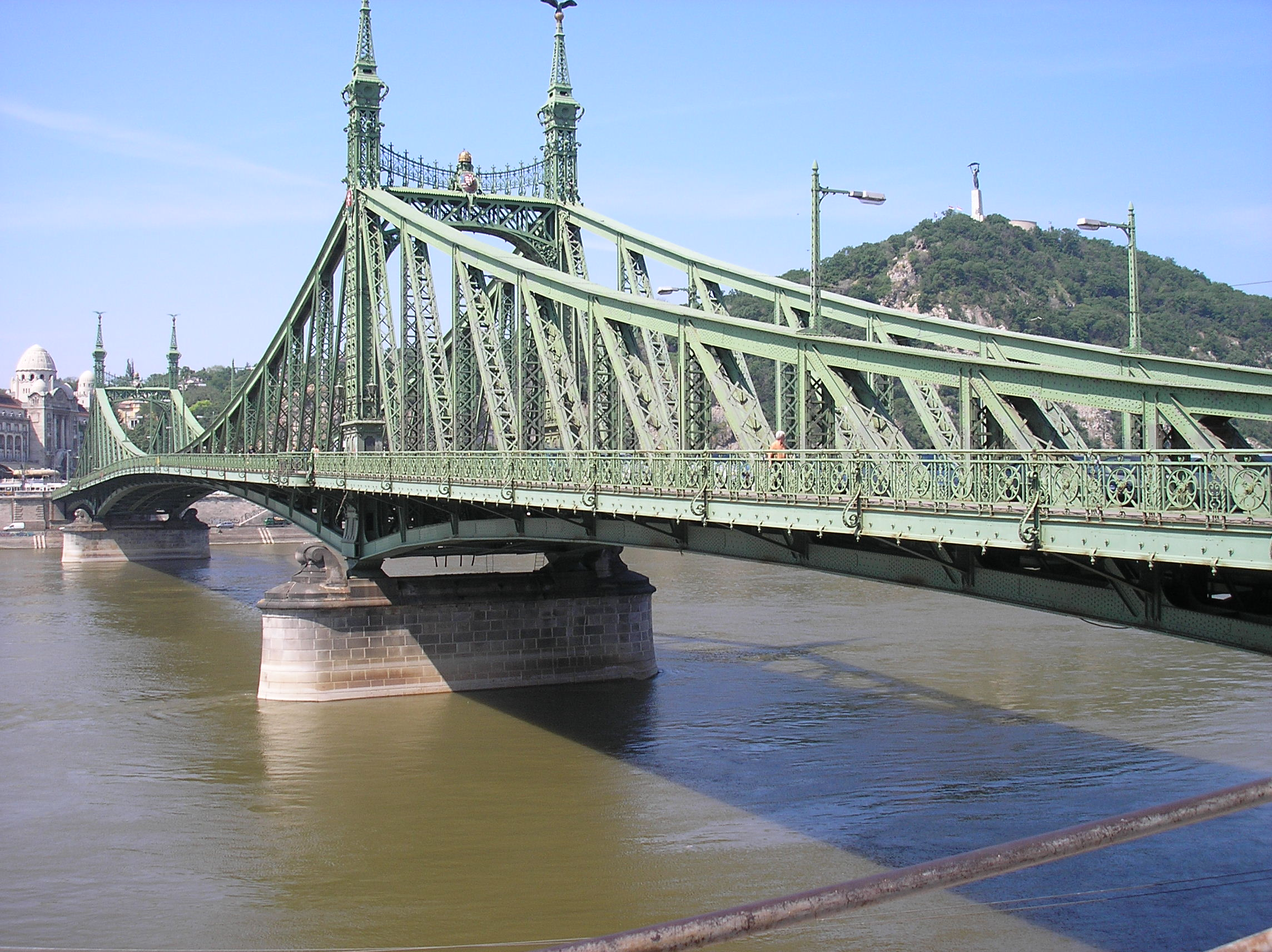
Szabadság híd
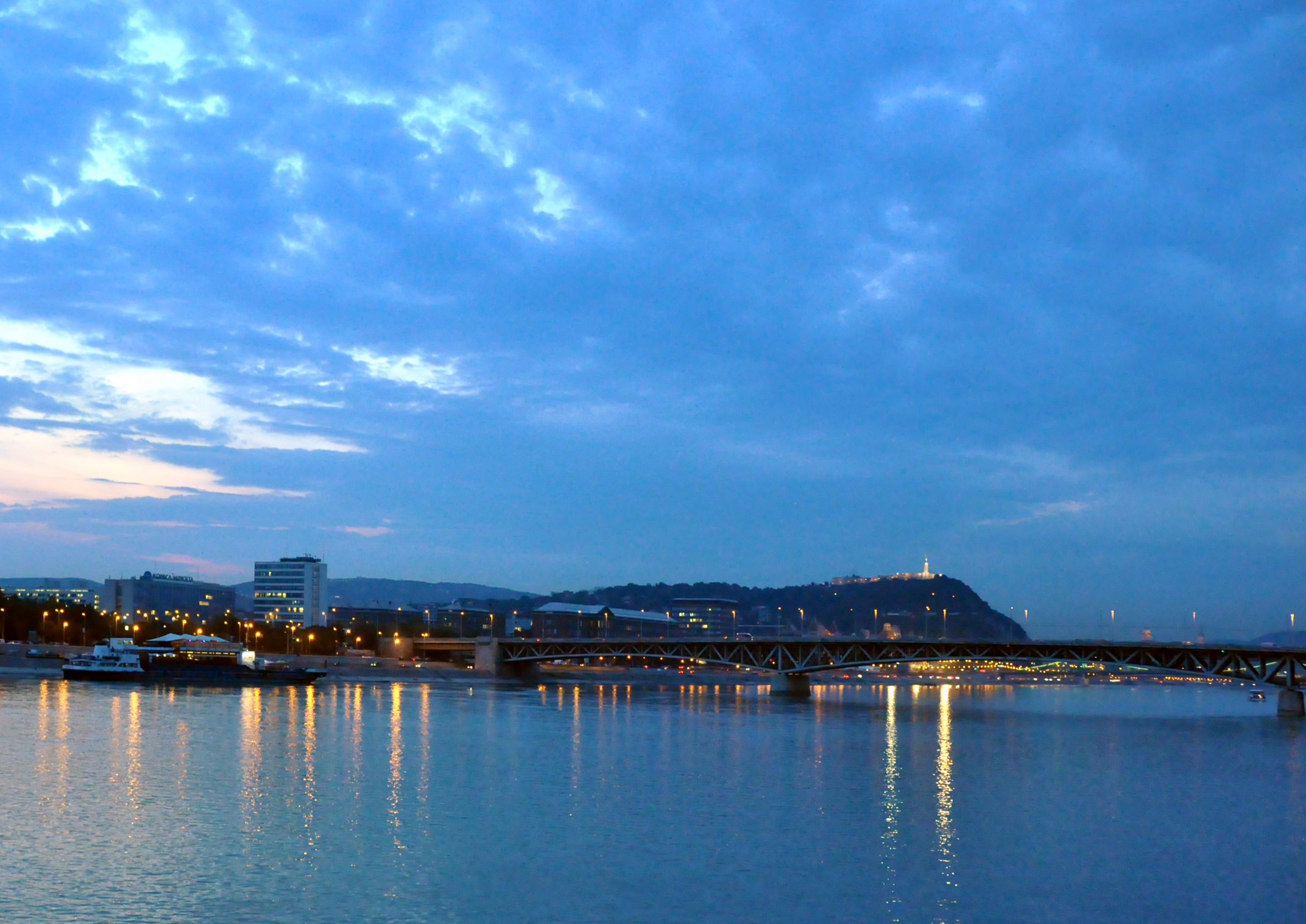
Petőfi híd
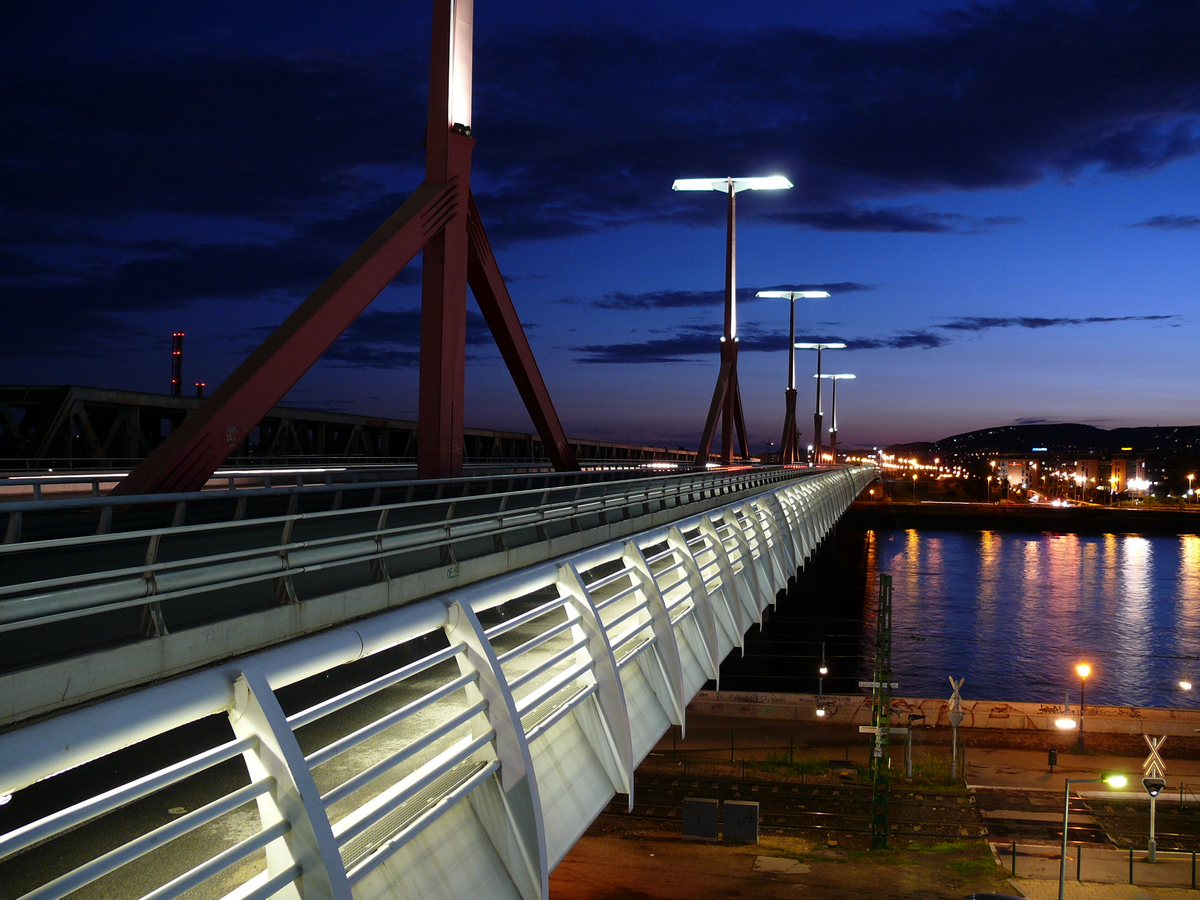
Rákóczi híd
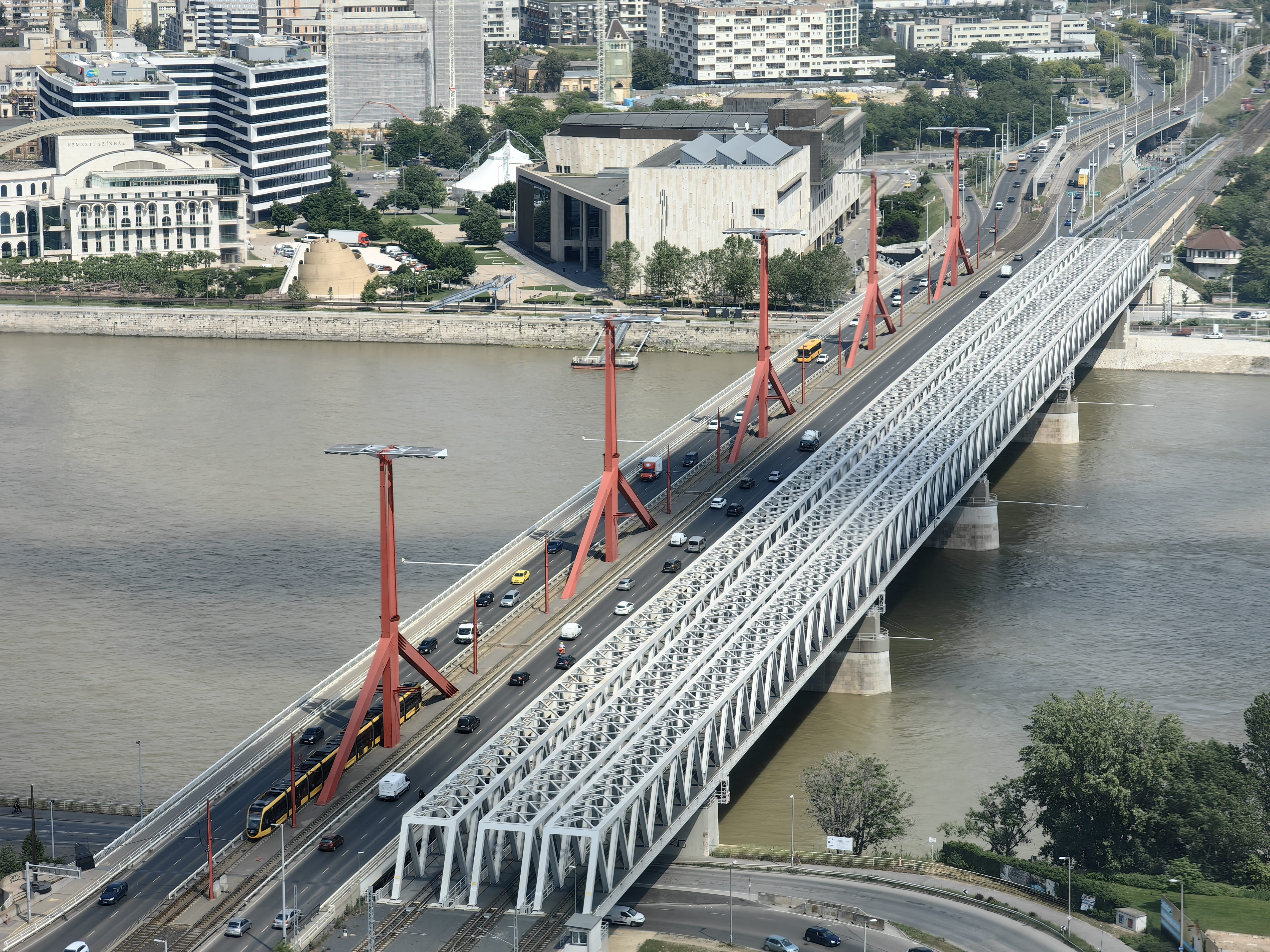
Összekötő vasúti híd
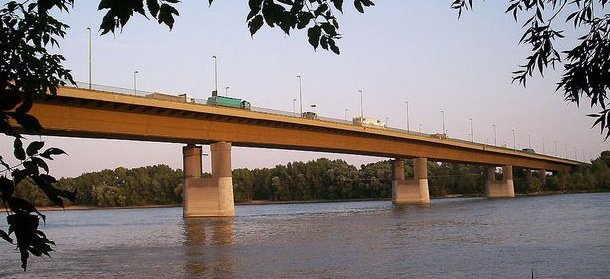
Deák Ferenc híd
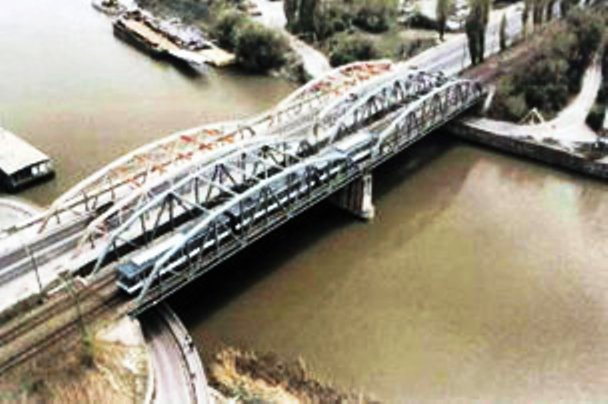
Kvassay híd
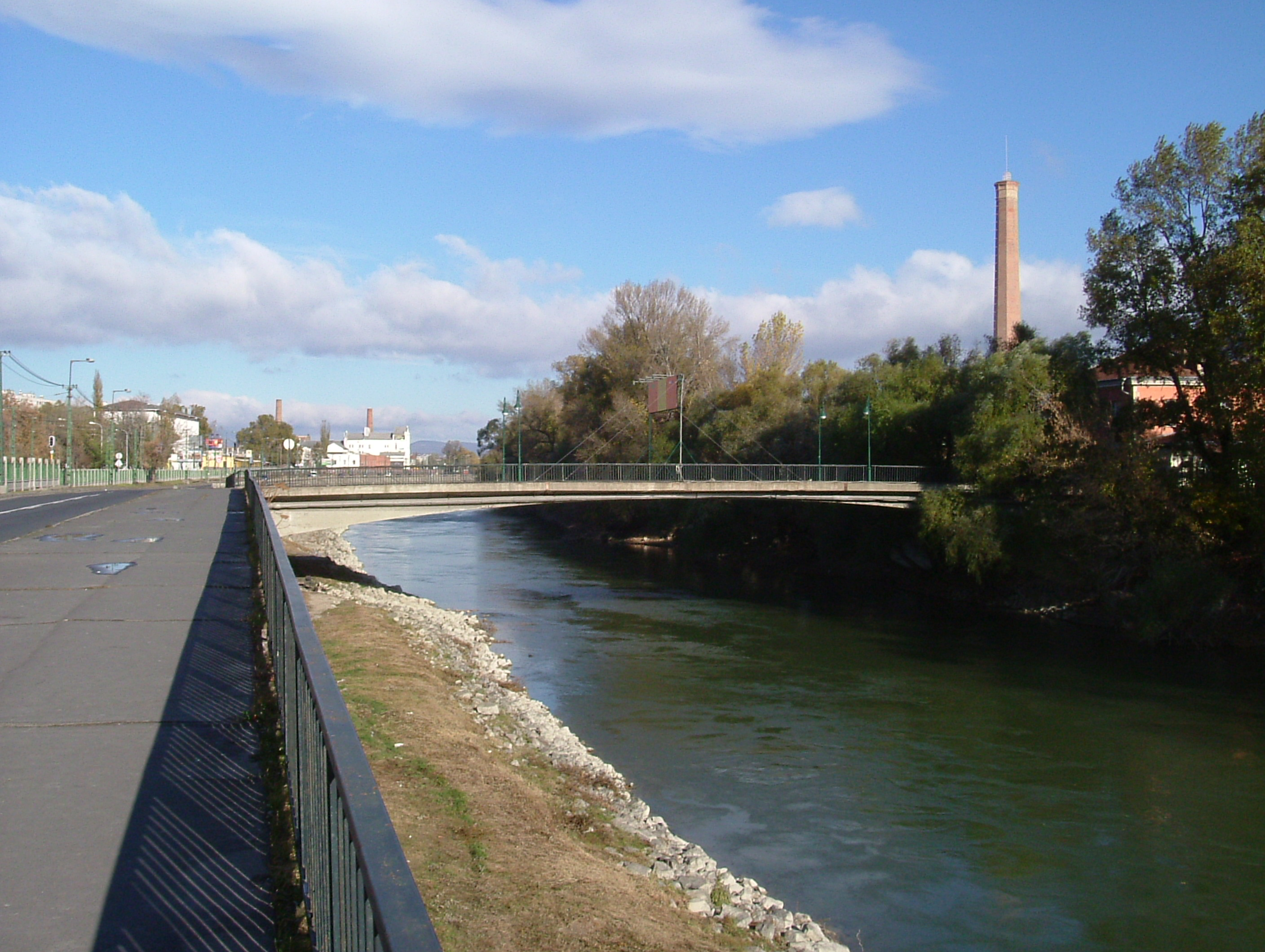
Hajógyári híd (H-híd)